# Autostrada A4 (Polen)
Die Autostrada A4 (polnisch für „Autobahn A4“) ist eine seit dem 20. Juli 2016 komplett fertiggestellte Autobahn in Polen. Sie führt entlang der Landesstraße 94 von West nach Ost. Die mit 670 km längste Autobahn Polens beginnt an der deutsch-polnischen Grenze bei Ludwigsdorf bzw. Jędrzychowice, wo sie an die deutsche Autobahn 4 anschließt. Die A4 führt über Liegnitz, Breslau, Oppeln, Kattowitz, Krakau sowie Tarnów und Rzeszów zur ukrainischen Grenze bei Krakowez bzw. Korczowa, an der sie in die M10 Richtung Lemberg übergeht.
Im Autobahnknoten Krzyżowa mündet die aus Berlin kommende Autobahn A18 ein. Im Knoten Wrocław-Południe kreuzt die A4 die Autobahn A8 und im Knoten Gliwice-Sośnica die Autobahn A1.
Die Autobahn ist Teil der Europastraße 40 und zugleich Teil des paneuropäischen Verkehrskorridors III auf der gesamten Strecke. Die Europastraße 462 verläuft zwischen den Autobahnknoten Mysłowice Brzęczkowice und Balice I auf der Trasse der A4.
Zwischen Kattowitz und Krakau ist die Autobahn für Personenkraftwagen mautpflichtig.

## Planungsgeschichte
Der Abschnitt der jetzigen A4 vom neuen Knoten Krzyżowa bis zum ehemaligen Knoten Owczary bei Brzeg, der beim Umbau des Abschnittes von 1997 bis 2000 geschlossen wurde, war bereits ab Mitte der 1930er Jahre als Teil der geplanten Reichsautobahn Berlin–Beuthen (Verlängerung der heutigen deutschen A 15) im damals deutschen Schlesien angelegt worden. Der erste Teilabschnitt wurde im September 1936 eröffnet. Zwischen den heutigen Knoten Bielany Wrocławskie (damals Anschlussstelle Breslau) und dem ehemaligen Knoten Owczary war die Autobahn jedoch nur einbahnig gebaut. Der Abschnitt zwischen dem Knoten Strzelce Opolskie (damals Anschlussstelle Wangschütz) und dem heutigen Knoten Kleszczów bei Gleiwitz (damals nicht vorhanden, da die alte Reichsautobahn ab dieser Stelle entlang der heutigen Landesstraße 88 nach Zabrze weiterführte, die heutige A4 aber weiter südlich verläuft) geht ebenfalls auf einen einbahnig fertiggestellten Abschnitt dieser Reichsautobahn zurück.
In den polnischen Netzplänen von 1939 ist schon eine Straßenverbindung zwischen Krakau und der damals ebenfalls polnischen Stadt Lemberg geplant. In den ersten Nachkriegsplänen von 1945 und 1946 ist nur eine Verbindung von der deutschen Grenze bis nach Krakau vorgesehen. Im Netzplan von 1963 ist die Strecke zum ersten Mal von der deutschen bis zur ukrainischen Grenze durchgehend geplant. 1971 ist die Strecke in ihrer heutigen Form zu sehen. Seitdem ist die A4 so in den Netzplänen enthalten, im Netzplan von 1985 wird sie auch als solche bezeichnet.
Der Abschnitt Krzyżowa–Krzywa war bis 2001 Teil der ehemaligen Autobahn A12 und gehörte anschließend bis zur endgültigen Fertigstellung des A4-Abschnitts Zgorzelec–Krzyżowa im August 2009 zur A18.

### Lastkraftwagen
Für Lastkraftwagen kommt auf allen von der GDDKiA betriebenen Autobahnabschnitten das viaTOLL-System zum Einsatz. Dagegen müssen die Lkw auf den von Stalexport Autostrada Małopolska betriebenen Abschnitt manuell an den Mautstellen die Maut bezahlen.

## Abschnitte
| Abschnitt                                               | Länge    | Bauzeit                                          | Baukosten                                             | Verkehrsübergabe                                                                   | Anmerkungen                                  |
| ------------------------------------------------------- | -------- | ------------------------------------------------ | ----------------------------------------------------- | ---------------------------------------------------------------------------------- | -------------------------------------------- |
| Jędrzychowice (DE/PL) – Knoten Zgorzelec                | 001,8 km | 1992–1996 2007–2009 (Modernisierung)             | − 28 Mio. Złoty (7 Mio. Euro) (Modernisierung)        | 15. Juli 1994 (nur Lkw) 1. August 1996 (auch Pkw) 14. August 2009 (Modernisierung) | mautpflichtig für Lkw                        |
| Knoten Zgorzelec – Knoten Godzieszów                    | 020,9 km | 2007–2009                                        | 302 Mio. Złoty (76 Mio. Euro)                         | 14. August 2009                                                                    | mautpflichtig für Lkw                        |
| Knoten Godzieszów – Knoten Krzyżowa                     | 029,4 km | 2007–2009                                        | 632 Mio. Złoty (159 Mio. Euro)                        | 14. August 2009                                                                    | mautpflichtig für Lkw                        |
| Knoten Krzyżowa – Knoten Krzywa                         | 012,1 km | 1935–1937 1995–1996 (Modernisierung)             | −                                                     | 17. Oktober 1937                                                                   | mautpflichtig für Lkw Modernisierung geplant |
| Knoten Krzywa – Knoten Bielany Wrocławskie              | 092,1 km | 1934–1936 2002–2006 (Modernisierung)             | − 645 Mio. Złoty (162 Mio. Euro) (Modernisierung)     | 27. September 1936 28. August 2006 (Modernisierung)                                | mautpflichtig für Lkw Modernisierung geplant |
| Knoten Bielany Wrocławskie – Knoten Brzeg               | 040,7 km | 1997–2000                                        | 344 Mio. Złoty (86 Mio. Euro)                         | 16. Dezember 2000                                                                  | mautpflichtig erste Fahrbahn: 1936–1938      |
| Knoten Brzeg – Knoten Opole Zachód                      | 028,7 km | 1997–2000                                        | 365 Mio. Złoty (92 Mio. Euro)                         | 30. September 2000                                                                 | mautpflichtig                                |
| Knoten Opole Zachód – Knoten Opole Południe             | 021,4 km | 1997–2000                                        | 936 Mio. Złoty (240 Mio. Euro)                        | 16. Dezember 2000                                                                  | mautpflichtig                                |
| Knoten Opole Południe – Knoten Strzelce Opolskie        | 034,4 km | 1997–2001                                        | 936 Mio. Złoty (240 Mio. Euro)                        | 26. Juli 2001                                                                      | mautpflichtig                                |
| Knoten Strzelce Opolskie – Knoten Kleszczów             | 017,9 km | 2001–2003                                        | 342 Mio. Złoty (87 Mio. Euro)                         | 4. November 2003                                                                   | mautpflichtig erste Fahrbahn: 1936–1942      |
| Knoten Kleszczów – Knoten Gliwice Sośnica               | 019,1 km | 2003–2005                                        | 275 Mio. Złoty (65 Mio. Euro)                         | 28. Oktober 2005                                                                   | mautpflichtig                                |
| Knoten Gliwice Sośnica – Knoten Chorzów                 | 017,7 km | 2003–2005                                        | 540 Mio. Złoty (128 Mio. Euro)                        | 25. Januar 2005                                                                    | mautpflichtig für Lkw                        |
| Knoten Chorzów – Knoten Katowice Mikołowska             | 004,4 km | 1998–2001                                        | 220 Mio. Złoty (56 Mio. Euro)                         | 30. November 2001                                                                  | mautpflichtig für Lkw                        |
| Knoten Katowice Mikołowska – Knoten Katowice Murckowska | 003,9 km | 1994–1999 2007–2009 (Modernisierung)             | − 231 Mio. Złoty (58 Mio. Euro) (Modernisierung)      | 10. November 1999 25. September 2009 (Modernisierung)                              | mautpflichtig für Lkw                        |
| Knoten Katowice Murckowska – Knoten Mysłowice Morgi     | 006,3 km | 1989–1996 2003–2009 (Modernisierung)             | − 75 Mio. Złoty (19 Mio. Euro) (Modernisierung)       | 30. Oktober 1996 25. September 2009 (Modernisierung)                               | mautfrei                                     |
| Knoten Mysłowice Morgi – Knoten Jaworzno Wschód         | 018,7 km | 1986–1991 1995–1997 2003–2009 (Modernisierungen) | − − 223 Mio. Złoty (55 Mio. Euro) (Modernisierungen)  | 4. September 1991 − 25. September 2009 (Modernisierungen)                          | mautpflichtig                                |
| Knoten Jaworzno Wschód – Knoten Balice I/Kraków Zachód  | 035,9 km | 1978–1986 1995–1997 2003–2009 (Modernisierungen) | − − 427 Mio. Złoty (105 Mio. Euro) (Modernisierungen) | 22. November 1986 − 25. September 2009 (Modernisierungen)                          | mautpflichtig                                |
| Knoten Balice I/Kraków Zachód – Knoten Kraków Południe  | 016,8 km | 1979–1995 2007–2008 (Modernisierung)             | − 150 Mio. Złoty (38 Mio. Euro) (Modernisierung)      | 27. Oktober 1995 5. Dezember 2008 (Modernisierung)                                 | mautpflichtig für Lkw                        |
| Knoten Kraków Południe – Knoten Kraków Wieliczka        | 007,0 km | 2000–2003                                        | 400 Mio. Złoty (99 Mio. Euro)                         | 3. September 2003                                                                  | mautpflichtig für Lkw                        |
| Knoten Kraków Wieliczka – Knoten Targowisko             | 019,9 km | 2007–2009                                        | 839 Mio. Złoty (211 Mio. Euro)                        | 28. Oktober 2009                                                                   | mautpflichtig für Lkw                        |
| Knoten Targowisko – Knoten Brzesko                      | 023,1 km | 2010–2013                                        | 778 Mio. Złoty (185 Mio. Euro)                        | 29. November 2012                                                                  |                                              |
| Knoten Brzesko – Knoten Tarnów Zachód                   | 020,8 km | 2010–2013                                        | 642 Mio. Złoty (153 Mio. Euro)                        | 29. November 2012                                                                  |                                              |
| Knoten Tarnów Zachód – Knoten Tarnów Północ             | 012,9 km | 2010–2012                                        | 542 Mio. Złoty (129 Mio. Euro)                        | 29. November 2012                                                                  |                                              |
| Knoten Tarnów Północ – Knoten Dębica Wschód             | 034,8 km | 2010–2014                                        | 1,75 Mrd. Złoty (438 Mio. Euro)                       | 30. Oktober 2014                                                                   |                                              |
| Knoten Dębica Wschód – Knoten Rzeszów Zachód            | 032,7 km | 2010–2013                                        | 1,73 Mrd. Złoty (425 Mio. Euro)                       | 30. Oktober 2013                                                                   |                                              |
| Knoten Rzeszów Zachód – Knoten Rzeszów Północ           | 004,0 km | 2010–2013                                        | 287 Mio. Złoty (72 Mio. Euro)                         | 30. Oktober 2013                                                                   |                                              |
| Knoten Rzeszów Północ – Knoten Rzeszów Wschód           | 006,9 km | 2010–2012                                        | 439 Mio. Złoty (105 Mio. Euro)                        | 10. September 2012                                                                 |                                              |
| Knoten Rzeszów Wschód – Knoten Jarosław Zachód          | 041,2 km | 2010–2016                                        | 2,52 Mrd. Złoty (630 Mio. Euro)                       | 20. Juli 2016                                                                      |                                              |
| Knoten Jarosław Zachód – Knoten Jarosław Wschód         | 008,7 km | 2009–2013                                        | 970 Mio. Złoty (243 Mio. Euro)                        | 20. Dezember 2013                                                                  |                                              |
| Knoten Jarosław Wschód – Knoten Przemyśl                | 015,8 km | 2009–2013                                        | 970 Mio. Złoty (243 Mio. Euro)                        | 27. Mai 2013                                                                       |                                              |
| Knoten Przemyśl – Korczowa (PL/UA)                      | 022,6 km | 2009–2013                                        | 818 Mio. Złoty (205 Mio. Euro)                        | 23. Dezember 2013                                                                  |                                              |
| Summe                                                   | 672,0 km |                                                  | 17,45 Mrd. Złoty (4,3 Mrd. Euro)                      |                                                                                    |                                              |

### Jędrzychowice – Zgorzelec

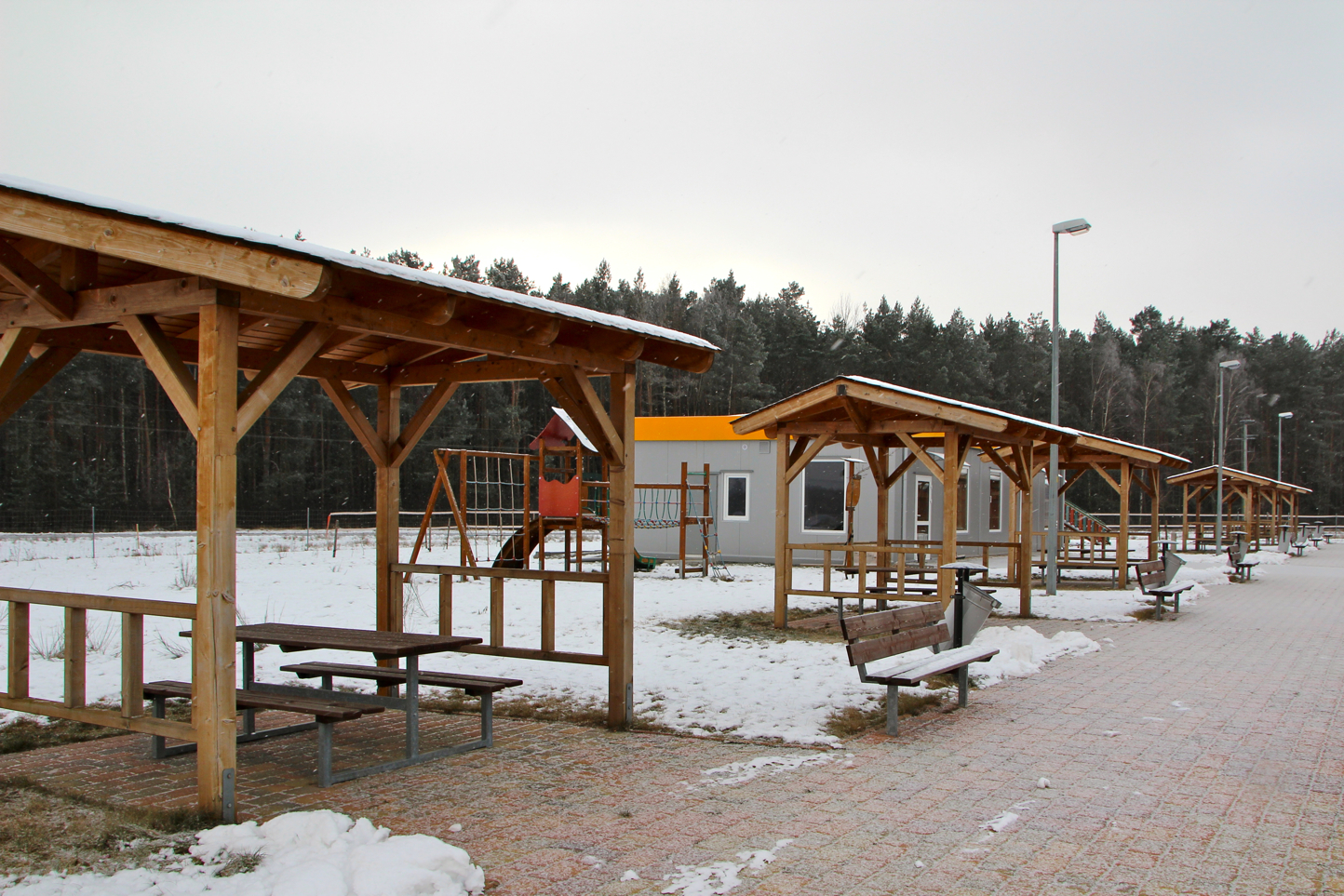
Die Raststätte Czerna im Februar 2012.

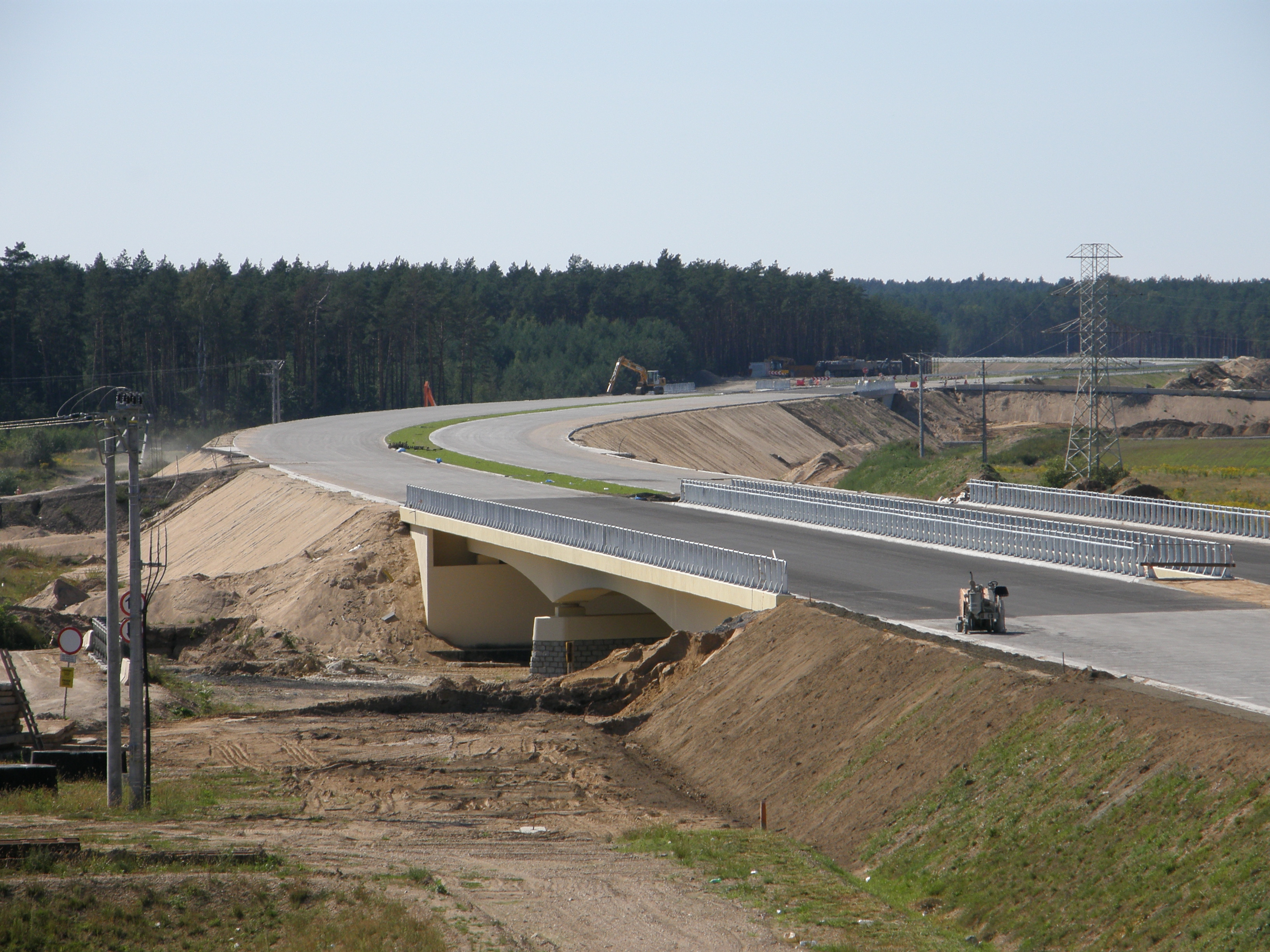
Bau der A4 bei Bolesławiec im August 2008.

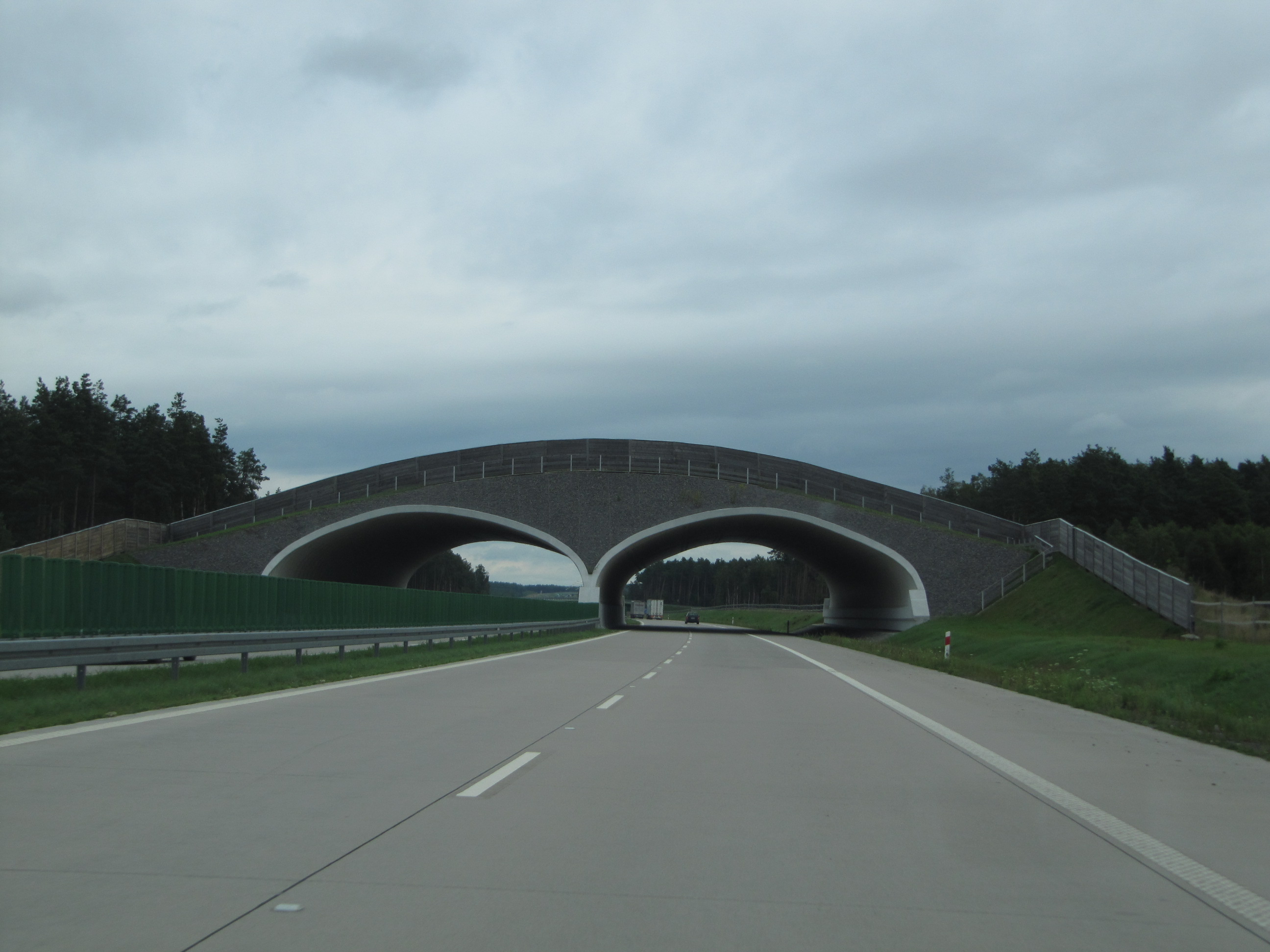
Eine Grünbrücke auf der A4 2010.

Dieser 1,8 Kilometer Abschnitt vom ehemaligen Grenzübergang Ludwigsdorf–Jędrzychowice, der inzwischen aufgrund des Beitritt Polens zur Europäischen Union und zum Schengener Abkommen zurückgebaut wurde, zur ersten auf polnischer Seite befindlichen Ausfahrt Zgorzelec wurde in den Jahren 1992 bis 1996 gebaut und am 15. Juli 1994 für Lastkraftwagen vorzeitig eröffnet. Für die Personenkraftwagen stand weiterhin der Grenzübergang im Stadtgebiet von Görlitz und Zgorzelec zur Verfügung. Am 1. August 1996 wurde der Grenzübergang auch für den Personenverkehr in Betrieb genommen. Von 2007 bis 2009 wurde dieser Abschnitt zusammen mit dem Bau des 49,7 Kilometer langen Abschnittes vom Knoten Zgorzelec bis zum Knoten Krzyżowa modernisiert, u. a. mit Betondecke ausgestattet. Er ist mit zwei Fahrstreifen pro Fahrbahn ausgebaut. Seit dem 1. Juli 2011 ist er für Lkw über das viaTOLL-System mautpflichtig.

### Zgorzelec – Krzyżowa
Dieser Abschnitt von der Ausfahrt Zgorzelec bis zum Knoten Krzyżowa ist 49,7 Kilometer lang und ist mit zwei Fahrstreifen pro Fahrbahn ausgestattet. Seitens der polnischen Regierung soll der Abschnitt mautpflichtig für Pkw erst nach der Modernisierung des nächsten Abschnittes werden. Seit dem 1. Juli 2011 ist er für Lkw über das viaTOLL-System mautpflichtig.

#### Planung als Reichsautobahn
Dieser Abschnitt war schon zu Zeiten des Dritten Reiches als Teil der Reichsautobahn 9 von Dresden bis Breslau in Planung. Bis zur Einstellung aller Bauarbeiten zu Kriegsbeginn 1939 wurden Brückenbauwerke fertiggestellt. Zusätzlich wurden Bodenarbeiten ausgeführt. Kriegsbedingt wurden die Bauarbeiten im Jahr 1939 eingestellt. Die fertiggestellten Brückenbauwerke und einige Bodenarbeiten waren noch bis 2007 auf Satellitenbildern an einigen Stellen zu sehen (siehe Satellitenaufnahme von 2000).

#### Neubau in den 2000er Jahren
Zu Beginn der 2000er Jahre wurde erstmals wieder der Bau dieses Abschnittes entlang der ursprünglichen Trasse der Reichsautobahn geplant und vorbereitet. Der Baubeginn sollte ursprünglich im Jahr 2005 erfolgen. Jedoch gab es Probleme bei der Ausschreibung. Das Verfahren wurde aufgrund dreimaliger Annullierung durch das Amt für öffentliche Aufträge viermal durchgeführt. Die Gründe dafür waren jeweils Proteste der an der Ausschreibung interessierten Bauunternehmen gegen Eintragungen in den Ausschreibungsunterlagen. Die erste Ausschreibung wurde am 15. September 2005 annulliert, die zweite wurde am 8. Dezember 2005 gestartet, eine Woche später annulliert; die dritte wurde am 3. Januar 2006 gestartet und am 9. Februar 2006 abgebrochen. Die vierte und letzte Ausschreibung begann am 9. März 2006. Nach 11-maliger Verschiebung des Termins wurden die ausgewählten Bauunternehmen am 24. Juli 2006 verkündet.
Die Bauverträge zwischen den Bauunternehmen DTP Terrassement S.A. (Frankreich), Bouygues Travaux Publics (Frankreich), VSL SA (Schweiz) (Teilstück: Zgorzelec – Wykroty) sowie Strabag (Österreich), Heilit+Woerner (Deutschland), Mota-Engil (Portugal), Engenharia E Construcao S.A (Portugal) (Teilstück: Wykroty – Krzyżowa) und der GDDKiA wurden am 9. November 2006 unterzeichnet. Die Baukosten betrugen 87,3 und 158,5 Millionen Euro, wovon 83 % von der Europäischen Union getragen wurden.
Die Baugenehmigung durch den Woiwoden Niederschlesiens wurde am 27. März 2007 erteilt. Am 10. April 2007 erfolgte der Baubeginn. In diesem Jahr war ursprünglich die Fertigstellung geplant gewesen. Im Bauvertrag war eine 19 Monate lange Bauzeit ab dem Baubeginn geplant, die Fertigstellung auf den Dezember 2008 festgelegt. Auch dieser Termin konnte nicht eingehalten werden, die Bauzeit wurde um 9 Monate bis Juli 2009 verlängert. Nach 28-monatiger Bauzeit erfolgte die Verkehrsübergabe dieses Abschnittes am 14. August 2009.

### Krzyżowa – Bielany Wrocławskie

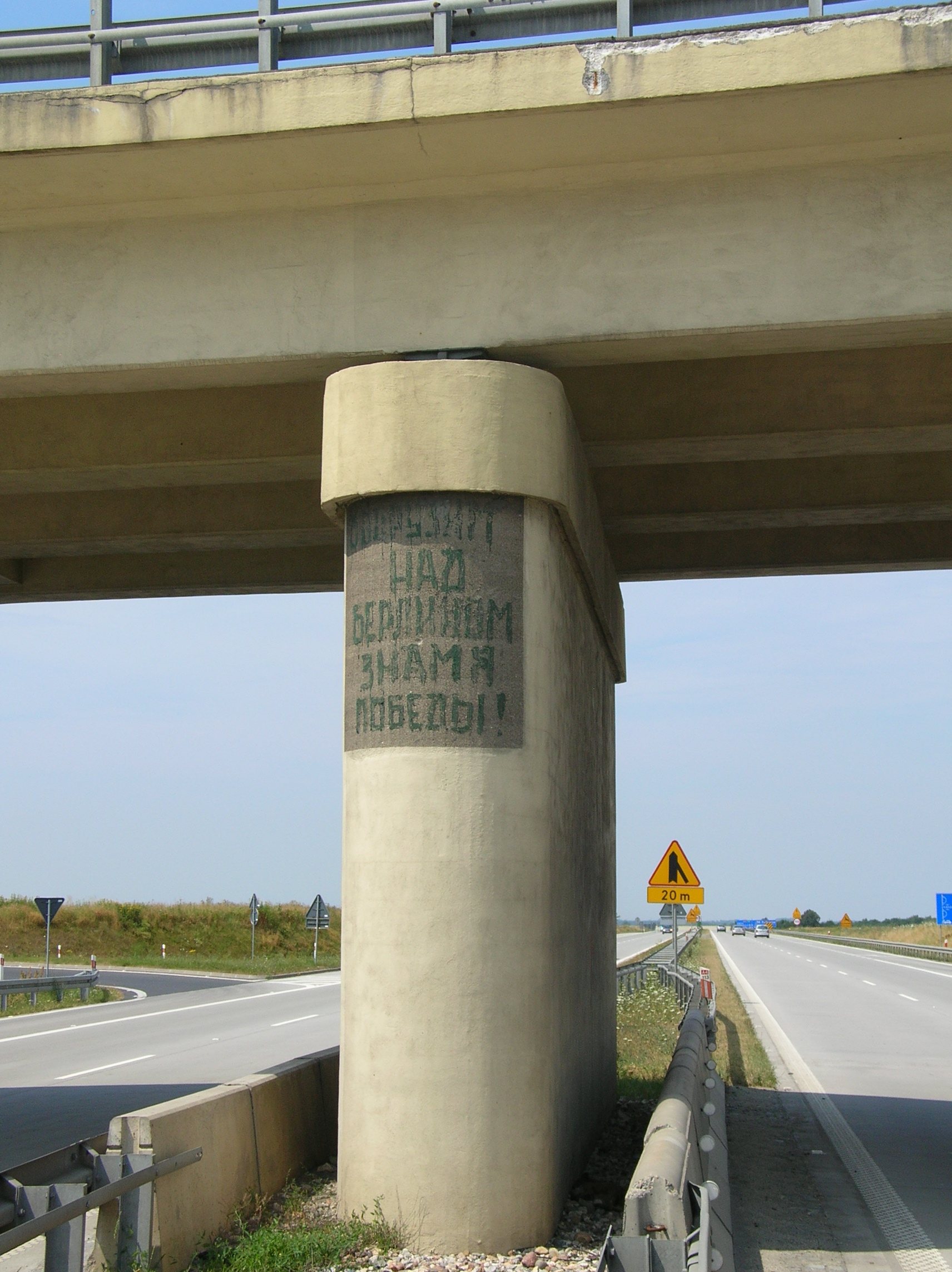
Schrift aus der Zeit des Zuges der Roten Armee nach Berlin auf einem Brückenpfeiler: Водрузим над Берлином знамя победы (Wir werden über Berlin die Fahne des Sieges hissen.)

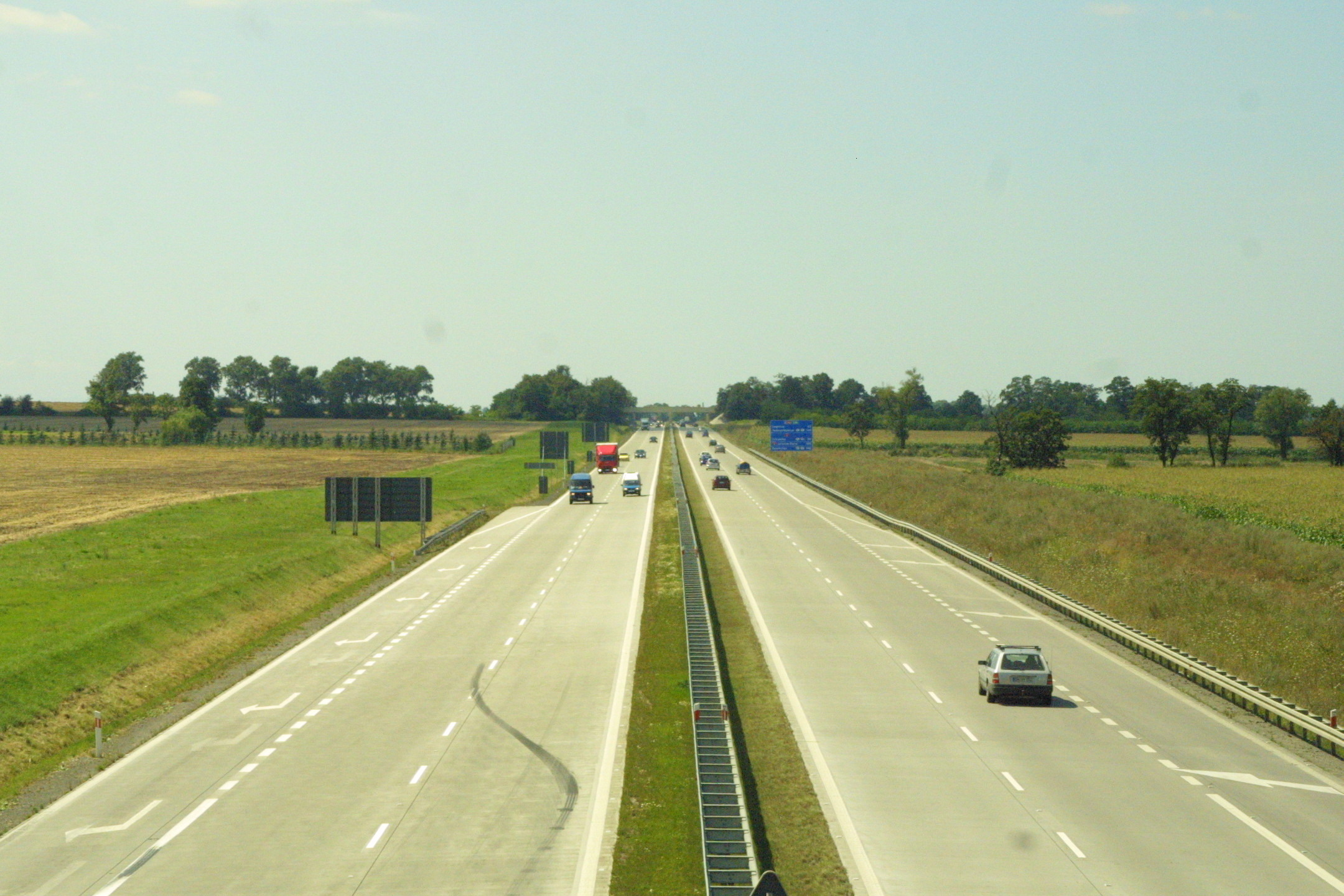
Die A4 nach der Modernisierung 2002 bis 2006 bei Kąty Wrocławskie 2007.

#### Neubau als Reichsautobahn
Dieser Abschnitt vom Knoten Krzyżowa bis zum Knoten Bielany Wrocławskie war schon zu Zeiten des Dritten Deutschen Reiches als Teil der Reichsautobahn 9 von Berlin bis Breslau in Planung. Der Baubeginn erfolgte 1934 und 1935. Die Fertigstellung wurde nach zwei Jahren erreicht. Am 27. September 1936 erfolgte die Verkehrsübergabe des Teilstücks vom Knoten Krzywa bis zum Knoten Bielany Wrocławskie (91,3 km). Das Teilstück zwischen den Knoten Krzyżowa und Krzywa wurde am 17. Oktober 1937 eröffnet. Die Reichsautobahn hatte einen Straßenquerschnitt von zwei Fahrbahnen mit jeweils zwei Fahrstreifen ohne Standstreifen.

#### Modernisierung in den 2000er Jahren
Bis zu den 2000er Jahren erfolgte keine Modernisierung der Fahrbahn. Der Zustand der Fahrbahndecke, die sich aus einzelnen, vertikalen Betonplatten zusammensetzte, verschlechterte sich während der vielen Jahrzehnte immer mehr, da sich die einzelnen Betonplatten loslösten und teilweise auch übereinander schoben. Dabei entstanden größere Lücken zwischen den einzelnen Platten und die Fahrbahndecke wurde extrem uneben.
Die Modernisierung sah hauptsächlich einen Austausch der Fahrbahndecke gegen eine neue Betondecke vor. Zusätzlich wurden 39 Brücken umgebaut. Die Verbreitung der beiden Fahrbahnen um einen Standstreifen musste verworfen werden, da diese die dringend notwendige Modernisierung aufgrund des dafür notwendigen Erwerbs von Grundflächen um Jahre verschoben hätte. Deswegen wurden alle 500 bis 2000 Meter kurze Nothaltebuchten eingerichtet. Aufgrund des fehlenden Seitenstreifens ist die Höchstgeschwindigkeit auf 110 km/h begrenzt.
Die Modernisierung wurde in drei Etappen eingeteilt und erfolgte von 2002 bis 2006:
- Die erste Etappe umfasste die Südfahrbahn vom Knoten Wądroże Wielkie bis zum Knoten Bielany Wrocławskie. Der Bauvertrag zwischen den Bauunternehmen Heilit+Woerner und Budimex Dromex S.A. und dem polnischen Verkehrsministerium wurde am 11. Juli 2002 unterschrieben. Die Baukosten betrugen 48,8 Mio. Euro. Die Fertigstellung erfolgte am 17. September 2004.
- Die zweite Etappe umfasste die Südfahrbahn des Abschnittes zwischen den Knoten Krzywa und Wądroże Wielkie sowie die Nordfahrbahn des Abschnittes vom Knoten Krzywa bis zum Knoten Legnica. Als Bauunternehmen wurden Strabag und Mota Companhia ausgewählt. Die Vertragsunterzeichnung erfolgte am 16. April 2003, die Fertigstellung am 15. Dezember 2005. Die Baukosten betrugen 63,6 Mio. Euro.
- Die dritte Etappe umfasste die Nordfahrbahn des Abschnittes vom Knoten Legnica bis zum Knoten Bielany Wrocławskie. Im Bauvertrag, der mit den Unternehmen Hermann Kirchner GmbH, Max Bögl und Berger Bau GmbH am 15. November 2004 unterzeichnet wurde, wurden Baukosten auf 42,7 Mio. Euro festgelegt. Die Fertigstellung erfolgte am 14. August 2006.

#### Geplante Modernisierung in den 2010er Jahren
Die Modernisierung sieht hauptsächlich die Anpassung des Abschnittes an den einer modernen Autobahn vor. Es ist auf der ganzen Strecke der Zubau des Standstreifens geplant, zwischen den Knoten Krzywa und Bielany Wrocławskie sollen die Fahrbahnen noch um einen dritten Fahrstreifen erweitert werden. Außerdem ist der Bau von drei neuen Knoten geplant, acht sollen komplett wegfallen, die restlichen sollen modernisiert werden. Dies ist notwendig, damit alle Knoten mit Mautstellen versehen werden können. Insgesamt soll die Anzahl der Knoten deutlich reduziert werden, damit die Richtlinie vom Mindestabstand zweier Knoten von 5 Kilometern eingehalten werden kann. Dagegen haben mehrere Gemeinden protestiert, die negative Auswirkungen einer längeren Zufahrt zur Autobahn befürchten. Der Bau von 8 Raststätten und Grünbrücken sowie der Neubau aller 41 Brücken soll erfolgen. Die Modernisierung sollte ursprünglich Mitte 2012 beginnen. Aufgrund von Schwierigkeiten mit den Ausbauplanungen und der Auftragsfirmen musste die Modernisierung mehrfach verschoben werden. Der Baubeginn in naher Zukunft ist nicht abzusehen.

### Bielany Wrocławskie – Kleszczów

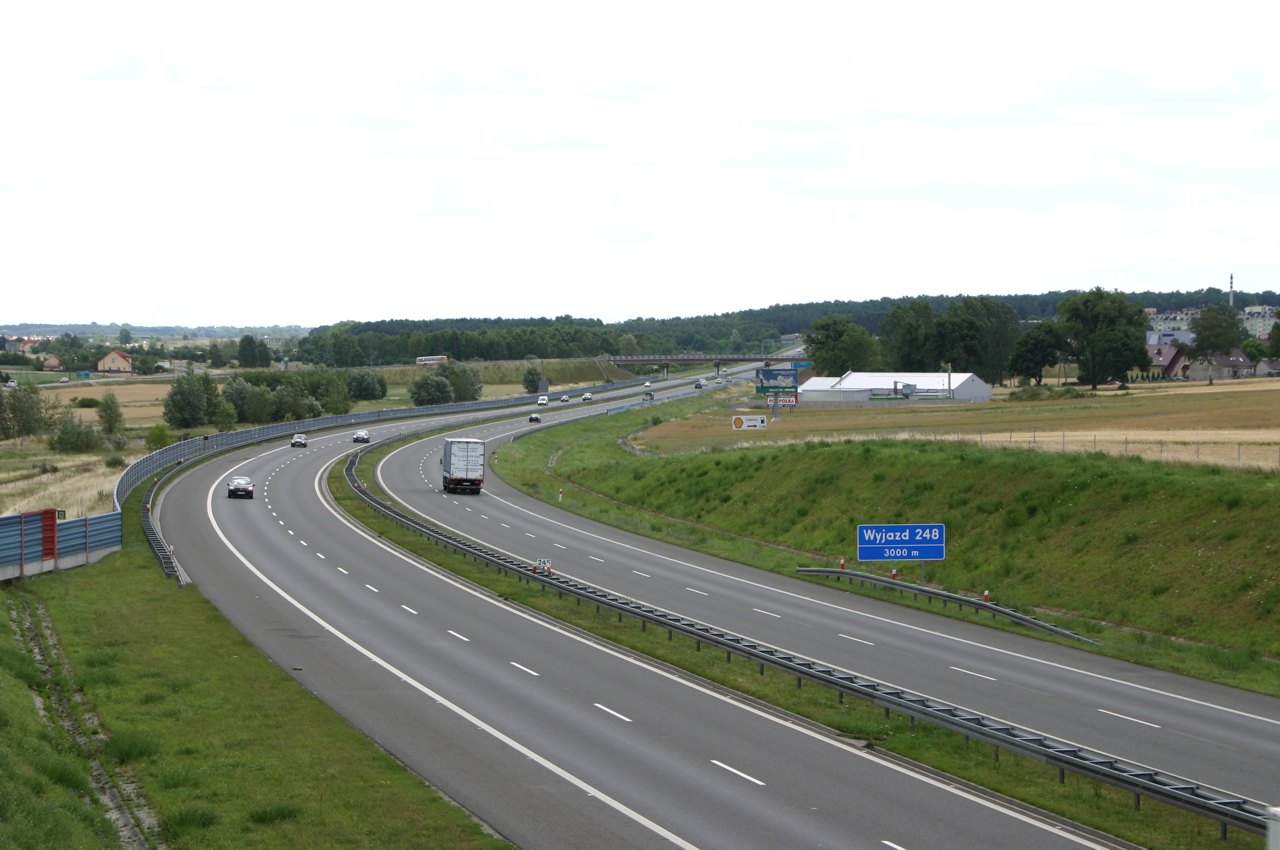
Die A4 am Knoten Opole Południe in Richtung Wrocław 2011.

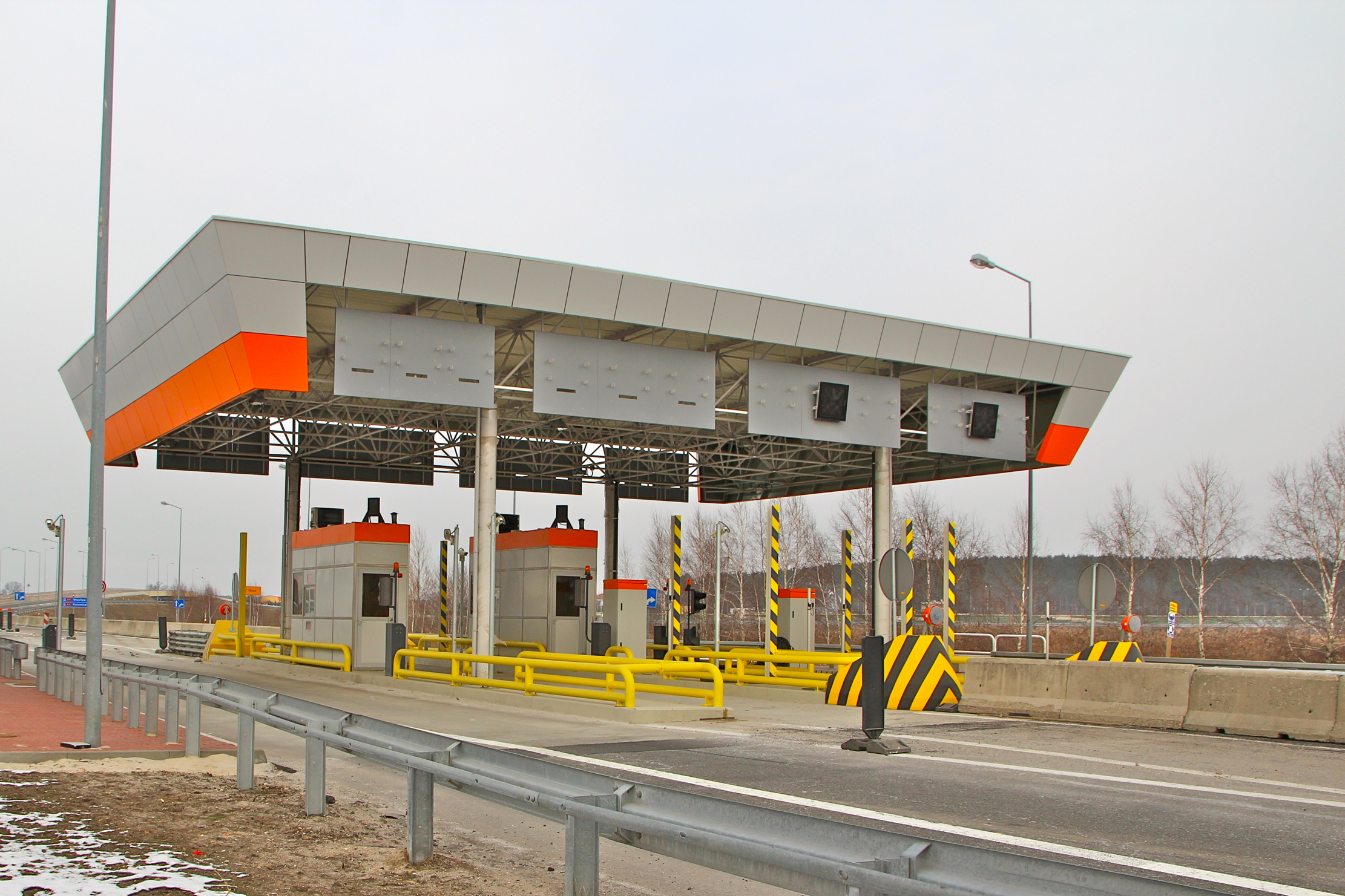
Die Mautstelle am Knoten Opole Południe vor der Inbetriebnahme im Februar 2012.

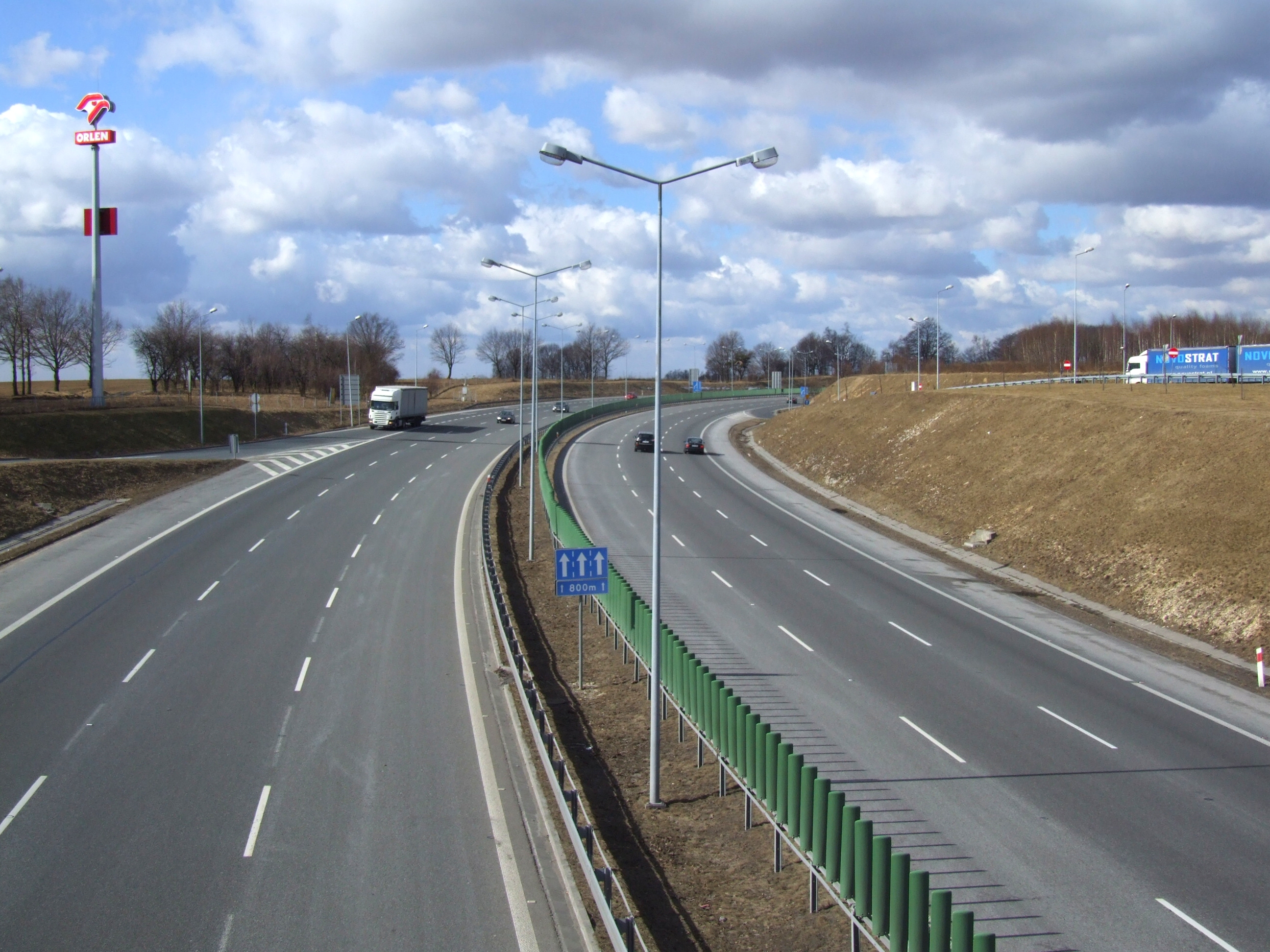
Sechsstreifiger Abschnitt bei Sankt Annaberg (03/2011).

Dieser Abschnitt führt auf einer Länge von 143,1 Kilometern vom Knoten Bielany Wrocławskie bis zum Knoten Kleszczów. Er ist mit zwei Fahrstreifen pro Fahrbahn ausgestattet. Am 1. Juli 2011 wurde die Mautpflicht für Lastkraftwagen über das viaTOLL-System eingeführt. Zusammen mit dem folgenden Abschnitt Kleszczów – Gliwice Sośnica wurde dieser Abschnitt von 2009 bis 2012 auf die Mauterhebung für Personenkraftwagen vorbereitet. Es wurden zwei Mautstellen kurz nach dem Knoten Bielany Wrocławskie und kurz vor dem Knoten Gliwice Sośnica im Verlauf der Fahrbahnen sowie eine Mautstelle jeweils an den dazwischen liegenden Knoten im Verlauf der Verbindungsrampen eingerichtet. Am 1. Juni 2012 startete die Mauterhebung für Pkw.

#### Neubau als Reichsautobahn
Dieser Abschnitt vom Knoten Bielany Wrocławskie bis zum Knoten Kleszczów war zu Zeiten des Dritten Deutschen Reiches als Reichsautobahn 29 geplant. Bis 1945 konnten kriegsbedingt nur zwei Teilstücke zwischen den Knoten Bielany Wrocławskie und Brzeg (28,7 km) sowie zwischen den Knoten Strzelce Opolskie und Kleszczów (17,9 km) mit nur einer Fahrbahn und zwei Fahrstreifen realisiert werden. Der Abschnitt vom Knoten Brzeg bis zum Knoten Strzelce Opolskie befand sich in Bau, wurde aber nicht fertiggestellt.

#### Neubau und Modernisierung in den 1990er und 2000er Jahren
Die Modernisierung der aus der Zeit des Dritten Reiches bestehenden zweistreifigen Abschnitte sowie der Neubau und Vervollständigung der fehlenden Abschnitte wurden in fünf Etappen eingeteilt und erfolgten von 1997 bis 2003:
- Die erste Etappe umfasste den Abschnitt vom Knoten Bielany Wrocławskie bis zum Knoten Brzeg (40,7 km). Der Bauvertrag zwischen dem Bauunternehmen Dromex S.A. und dem polnischen Verkehrsministerium wurde im Dezember 1997 unterschrieben. Die Baukosten betrugen 86 Mio. Euro. Die Fertigstellung erfolgte am 16. Dezember 2000, sechs Monate vor dem im Vertrag festgelegten Termin.[23]
- Die zweite Etappe umfasste den Abschnitt vom Knoten Brzeg bis zum Knoten Opole Zachód (28,7 km). Der Bauvertrag zwischen dem Bauunternehmen Dromex S.A. und dem polnischen Verkehrsministerium wurde 1997 unterschrieben. Die Baukosten betrugen 365 Mio. Złoty (entspricht ca. 91 Mio. Euro). Die Fertigstellung erfolgte am 30. September 2000, sieben Monate vor dem im Vertrag festgelegten Termin.[24]
- Die dritte Etappe umfasste den Abschnitt vom Knoten Opole Zachód bis zum Knoten Opole Południe (21,4 km). Der Bauvertrag zwischen den Bauunternehmen Ilbau/Kirchner und Dromex S.A. und dem polnischen Verkehrsministerium wurde im Dezember 1997 unterschrieben. Die Baukosten zusammen mit der vierten Etappe betrugen 936 Mio. Złoty (entspricht ca. 234 Mio. Euro). Die Fertigstellung erfolgte am 16. Dezember 2000, ein Jahr vor dem im Vertrag festgelegten Termin.[24]
- Die vierte Etappe umfasste den Abschnitt vom Knoten Opole Południe bis zum Knoten Strzelce Opolskie (34,4 km). Der Bauvertrag zwischen den Bauunternehmen Ilbau/Kirchner und Dromex S.A. und dem polnischen Verkehrsministerium wurde im Dezember 1997 unterschrieben. Die Baukosten zusammen mit der dritten Etappe betrugen 936 Mio. Złoty (entspricht ca. 234 Mio. Euro). Die Fertigstellung erfolgte am 26. Juli 2001, fünf Monate vor dem im Vertrag festgelegten Termin.[24]
- Die fünfte Etappe umfasste den Abschnitt vom Knoten Strzelce Opolskie bis zum Knoten Kleszczów (17,9 km). Der Bauvertrag zwischen den Bauunternehmen Prinż S.A. und Dromex S.A. und dem polnischen Verkehrsministerium wurde 2001 unterschrieben. Die Baukosten betrugen 342 Mio. Złoty (entspricht ca. 86 Mio. Euro). Die Fertigstellung erfolgte am 4. November 2003.[24]

### Kleszczów – Gliwice Sośnica

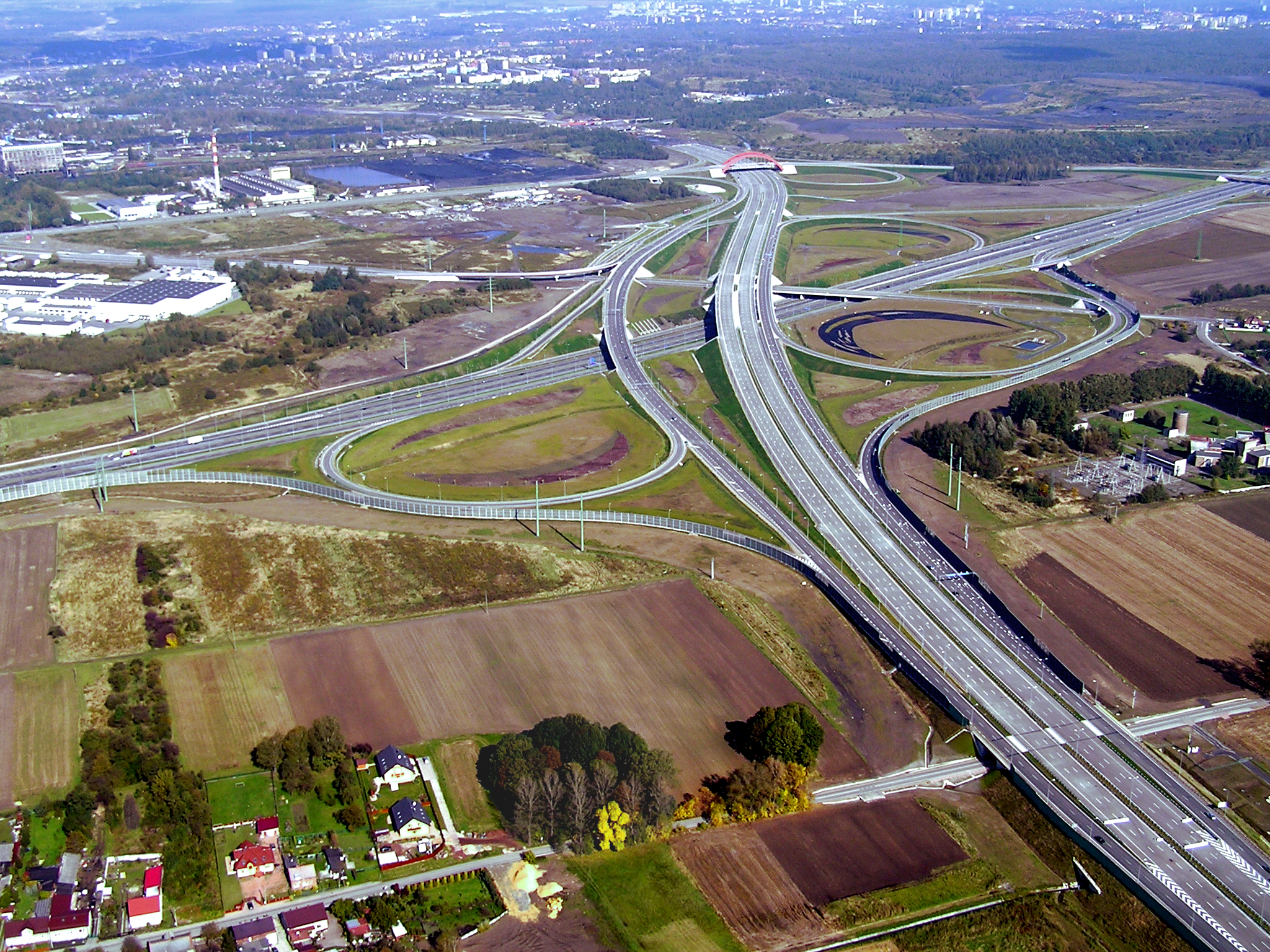
Autobahnknoten Gliwice-Sośnica

Dieser Abschnitt der A4 führt vom Knoten Kleszczów bis zum Knoten Gliwice Sośnica. Er ist mit zwei Fahrstreifen pro Fahrbahn mit der Möglichkeit des Zubaus des dritten Fahrstreifens ausgebaut. Der Vertrag für den Bau dieses 19,1 km langen Autobahnabschnittes wurde am 27. Februar 2003 unterschrieben. Als Baufirmen wurden die Unternehmen MSF-Moniz da Maia, Serra & Fortunato–Empreiteiros S.A. und Teodoro Gomes Alho & Filhos engagiert. Der Baubeginn erfolgte am 8. Juli 2009. Die Fertigstellung erfolgte im Oktober 2005, die Verkehrsübergabe am 28. Oktober 2005. Die Baukosten betrugen 68,7 Mio. Euro. Die gesamten Projektkosten betrugen insgesamt 100,5 Mio. Euro, wovon 75,4 Mio. Euro von der Europäischen Union getragen wurden.
Am 1. Juli 2011 wurde die Mautpflicht für Lastkraftwagen über das viaTOLL-System eingeführt. Zusammen mit dem davorliegenden Abschnitt Bielany Wrocławskie – Kleszczów wurde dieser von 2009 bis 2012 auf die Mauterhebung für Personenkraftwagen vorbereitet. Es wurden zwei Mautstellen kurz nach dem Knoten Bielany Wrocławskie und kurz vor dem Knoten Gliwice Sośnica im Verlauf der Fahrbahnen sowie eine Mautstelle jeweils an den dazwischen liegenden Knoten im Verlauf der Verbindungsrampen eingerichtet. Am 1. Juni 2012 startete die Mauterhebung für Pkw. Kurz vor der Inbetriebnahme der Maut zeigte der Protest der Stadt Gliwice, den Abschnitt als Südumgehung der Stadt von der Maut auszuschließen, Wirkung, da eine Mautbefreiung nur für diesen Abschnitt eingeführt wurde.

### Gliwice Sośnica – Katowice Murckowska

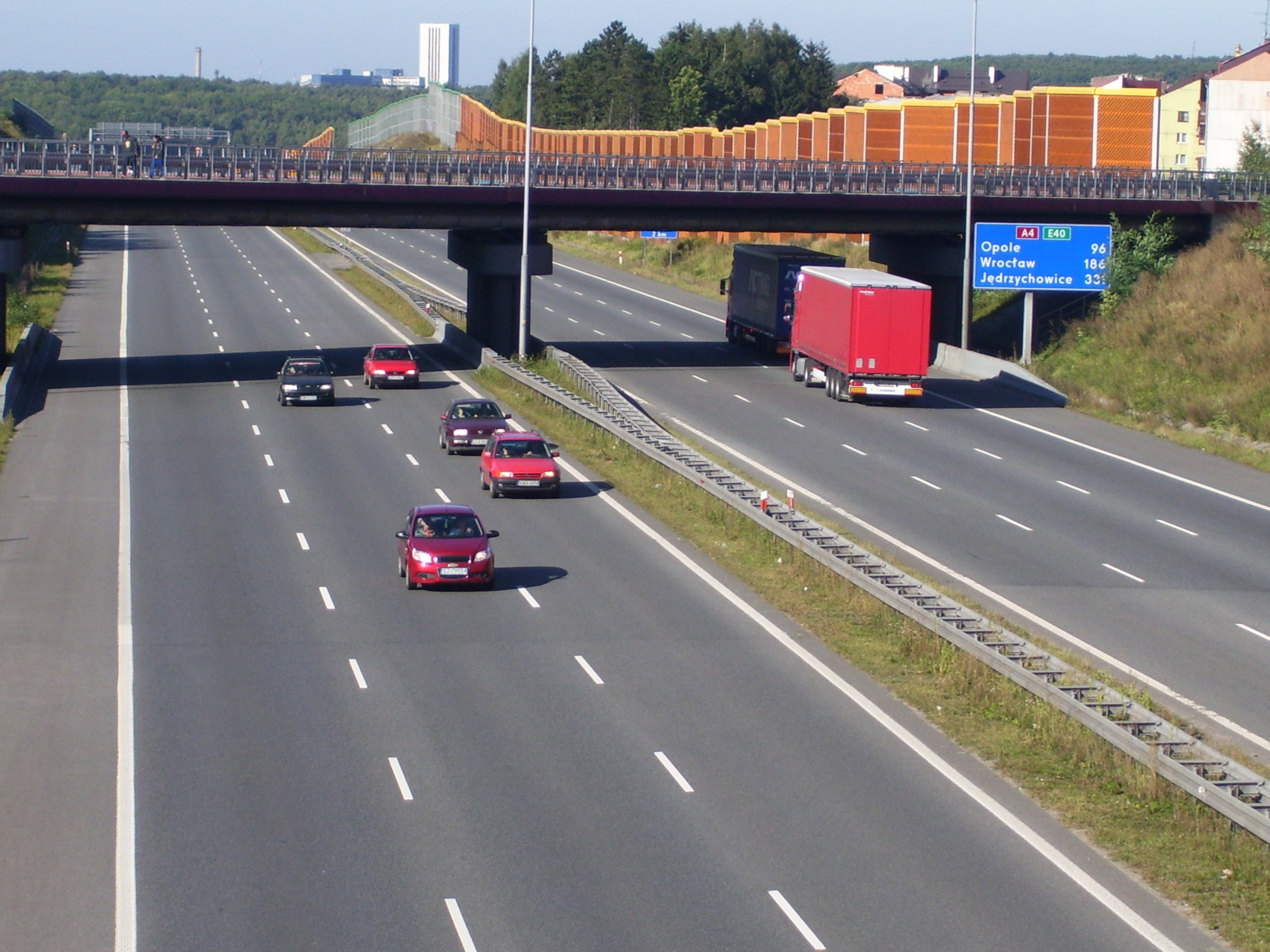
Sechsstreifige A4 bei Ruda Śląska (09/2009).

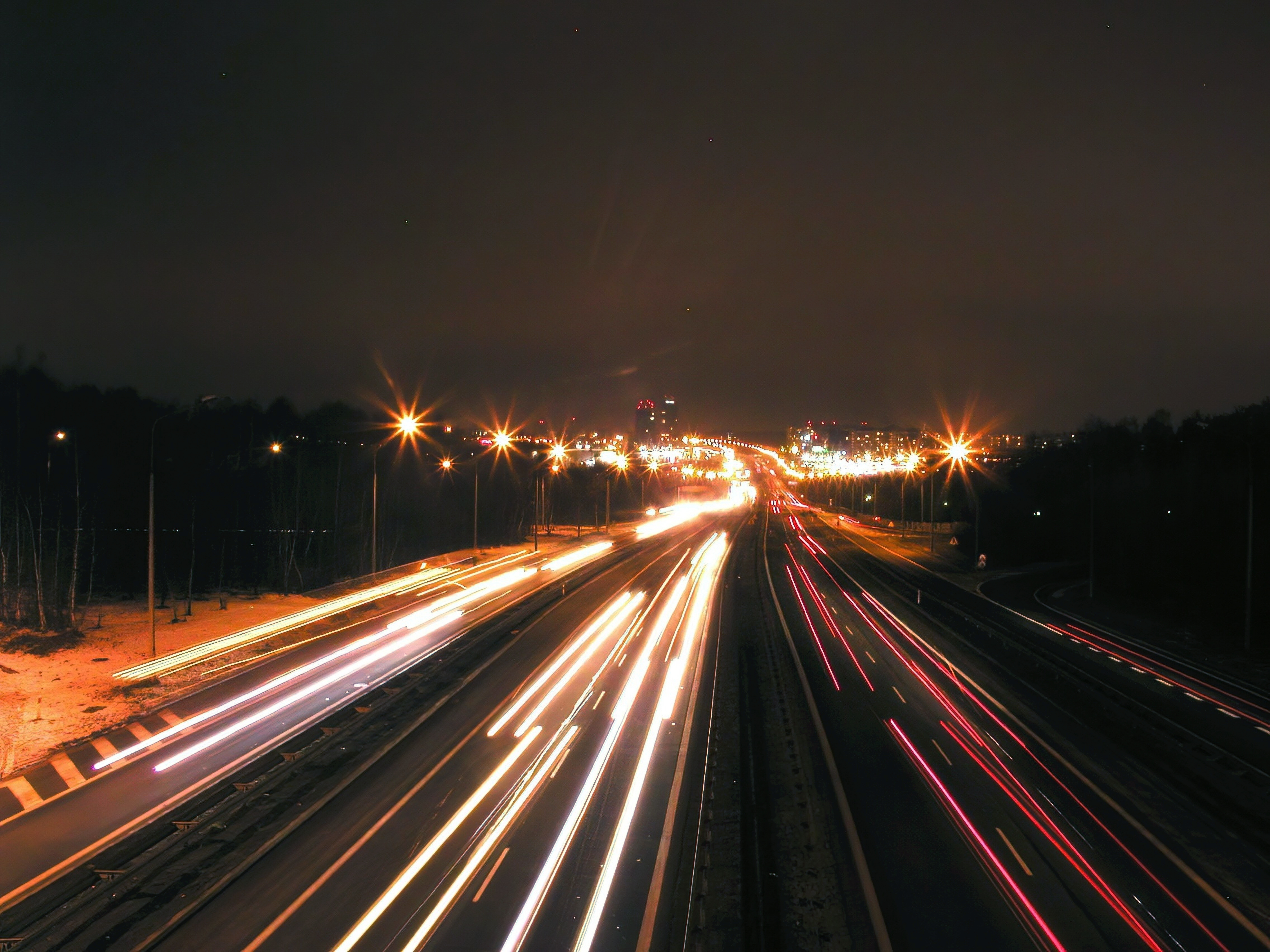
Die A4 in Katowice bei Nacht (12/2005).

Dieser 26 km lange Abschnitt führt vom Knoten Gliwice Sośnica bis zum Knoten Katowice-Murckowska. Er ist mit drei Fahrstreifen pro Fahrbahn ausgebaut. Zwischen den Knoten Katowice Mikołowska und Katowice Murckowska ist die Höchstgeschwindigkeit auf 100 km/h begrenzt. Aufgrund seiner Bedeutung als schnelle Verbindungsstraße im Oberschlesischen Industriegebiet und des hohen täglichen Verkehrsaufkommens von abschnittsweise bis zu 100.000 Fahrzeugen ist keine Mautpflicht für Personenkraftwagen geplant. Für Lastkraftwagen ist er mit der Einführung des viaTOLL-Systems am 1. Juli 2011 mautpflichtig geworden.
Der Abschnitt wurde in drei Etappen von 1994 bis 2005 aus östlicher in westlicher Richtung realisiert:
- Die erste Etappe umfasste den Bau des Teilstücks zwischen Katowice Mikołowska und Knoten Katowice Murckowska (3,9 km). Der Bau erfolgte von 1994 bis 1999. Am 10. November 1999 wurde der Abschnitt dem Verkehr übergeben. Die Modernisierung wurde von 2007 bis 2009 durchgeführt. Der Beginn erfolgte im September 2007. Als Baufirma wurde Budimex S.A. ausgewählt. Die Bauarbeiten dauerten insgesamt zwei Jahre und wurden am 25. September 2009 beendet. Es wurde die komplette Fahrbahndecke der A4 erneuert sowie der meist befahrene Autobahnknoten Polens Katowice Murckowska umgebaut. Die Kosten betrugen 231 Millionen Złoty.[41]
- In der zweiten Etappe erfolgte der Bau des nächsten, westlich gelegenen Teilstücks vom Knoten Chorzów bis zum Knoten Katowice Mikołowska (4,4 km) in den Jahren von 1998 bis 2001. Am 30. November 2001 erfolgte die Verkehrsübergabe. Alle Bauarbeiten wurden bis Ende Juni 2002 abgeschlossen. Als Bauunternehmen wurden die Firmen Prinż S.A. und Dromex S.A. engagiert.[42]
- In der dritten Etappe wurde der 17,7 km lange Autobahnabschnitt zwischen den Knoten Gliwice Sośnica und Chorzów in den Jahren von 2003 bis 2005 neu gebaut. Die Vertragsunterzeichnung mit den Bauunternehmen Prinż S.A. und Holding Skanska WPRD (Teilstück: Chorzów – Ruda Śląska) sowie Strabag (Teilstück: Ruda Śląska – Gliwice Sośnica) erfolgte im April 2002. Es wurde eine Bauzeit von 2,5 Jahren vereinbart. Die Verkehrsübergabe fand am 25. Januar 2005 statt. Die Baukosten betrugen 134,5 Millionen Euro. Somit war dies der bis dahin der teuerste Autobahnabschnitt in der Geschichte.[43]

### Katowice Murckowska – Balice I

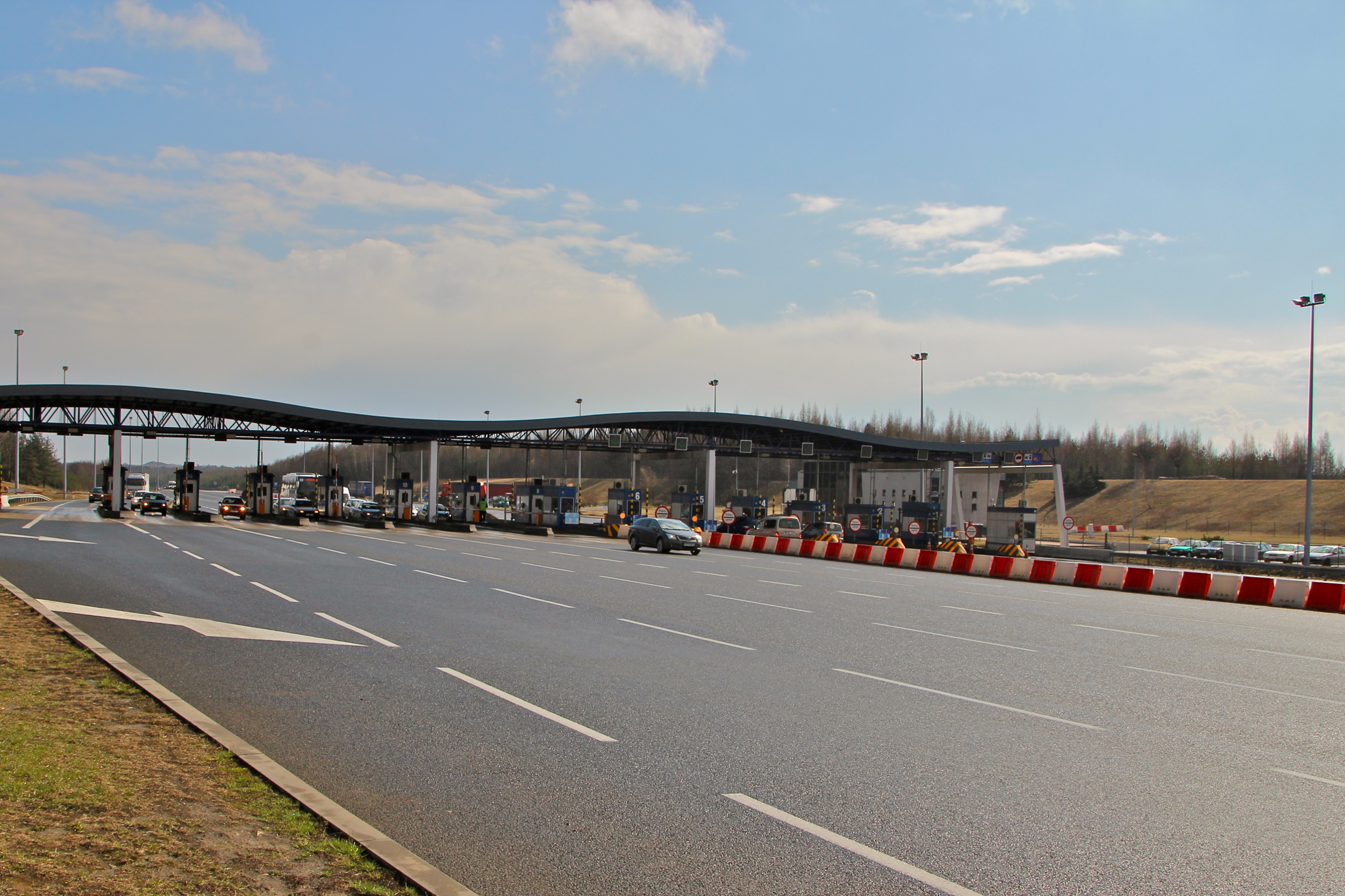
Die Mautstelle bei Brzęczkowice (04/2012).

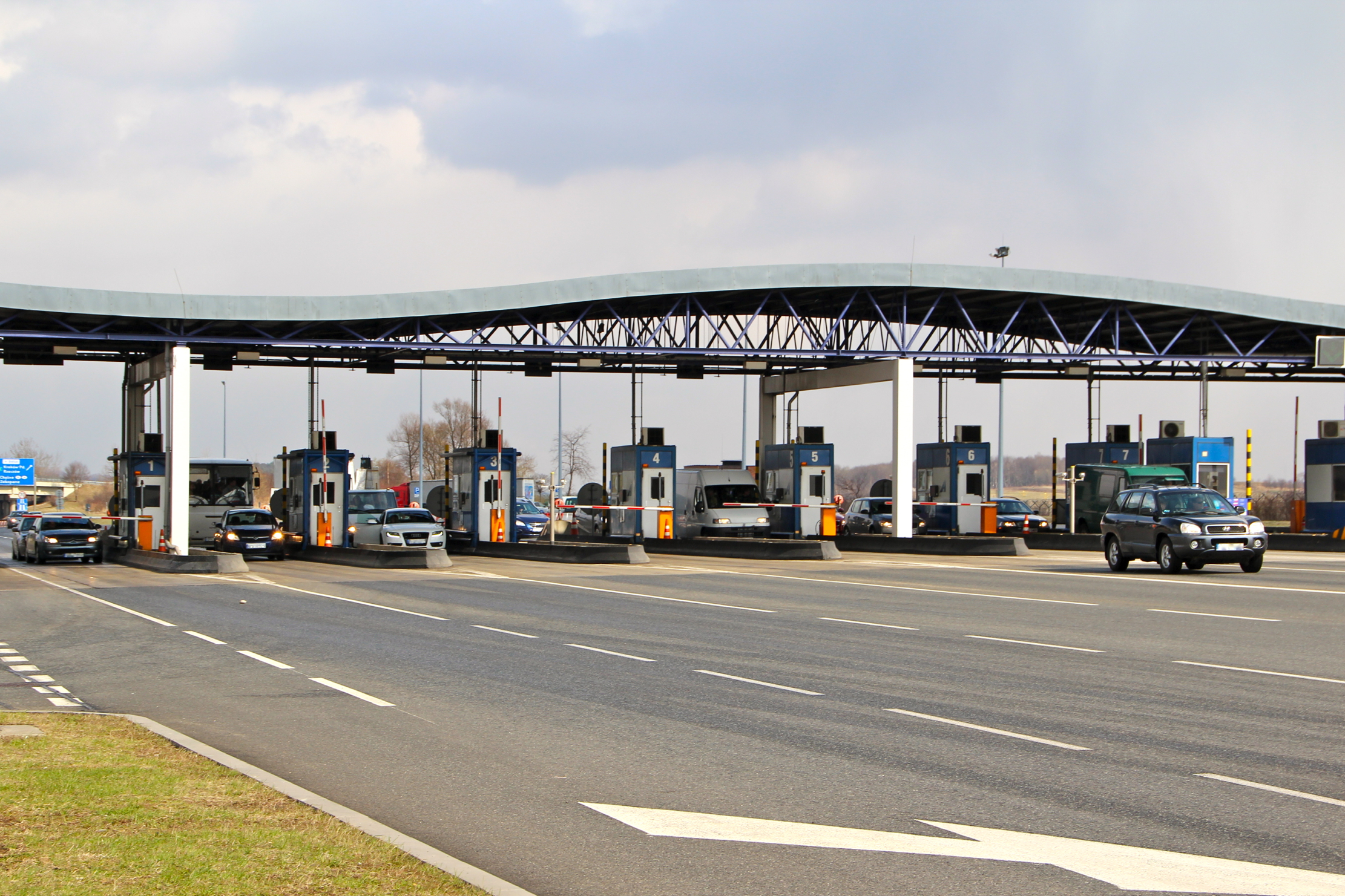
Die Mautstelle bei Balice (04/2012).

Dieser 60,9 Kilometer lange Abschnitt führt vom Knoten Katowice-Murckowska bis zum Knoten Balice I bei Kraków. Er ist mit zwei Fahrstreifen pro Fahrbahn mit der Möglichkeit des Zubaus des dritten Fahrstreifens ausgebaut. Seit 1997 wird die Strecke von der Autobahnbetreibergesellschaft Stalexport Autostrada Małopolska im Rahmen einer Konzession unterhalten. Seit 2000 ist die Strecke sowohl für Pkw als auch für Lkw mautpflichtig.

#### Neubau und Modernisierung in den 1980er und 1990er Jahren
Der Bau der Straße von Katowice nach Kraków, die damals noch nicht als Autobahn bezeichnet wurde, erfolgte in den 1970er, 1980er und 1990er Jahren. Als erstes Teilstück wurde die Strecke vom Knoten Jaworzno Wschód bis zum Knoten Balice I (35,9 km) in den Jahren 1978–1986 realisiert und am 22. November 1986 eröffnet. In den Jahren 1986–1991 wurde das Teilstück zwischen den Knoten Mysłowice Morgi und Jaworzno Wschód (18,7 km) realisiert und am 4. September 1991 fertiggestellt. Das letzte Teilstück vom Knoten Katowice Murckowska bis zum Knoten Mysłowice Morgi (6,3 km) wurde in den Jahren 1989–1996 gebaut und am 30. Oktober 1996 eröffnet. Mitte der 1990er wurde entschieden, die Fahrbahndecke der ältesten beiden Teilstücke sowie die im schlechtesten Zustand befindlichen fünf Brücken zu erneuern, um die Strecke als Autobahn bezeichnen zu können und die Entwicklung der Städte Katowice und Kraków voranzutreiben. Diese Modernisierung erfolgte in den Jahren 1996 und 1997 und wurde von einem Kredit bei 225 Mio. Złoty über die Europäische Bank für Wiederaufbau und Entwicklung finanziert.

#### Konzession und Modernisierung
Aufgrund mangelnder öffentlicher Gelder zur Verbesserung der Infrastruktur entschied die Regierung Mitte der 1990er, die Kontrolle über die Modernisierung der A4 einem Konzessionär zu überlassen und das Geld dazu über Mauteinnahmen einzunehmen. Die Ausschreibung wurde 1995 gestartet. Am 19. September 1997 wurde der Konzessionsvertrag mit der Aktiengesellschaft Stalexport Autostrady S.A. unterzeichnet. Darin wurde vereinbart, dass die Autobahn während der Konzession modernisiert und an die Standards einer Autobahn angepasst wird. 2027 wird die Konzession enden und die modernisierte Autobahn wieder verstaatlicht. Außerdem beschränkt der Vertrag die Möglichkeit des Ausbaus parallel zum Autobahnabschnitt befindlicher Straßen zum Autobahnabschnitt. Jegliche Modernisierung oder Ausbau einer parallelen Straße kann als Konkurrenz betrachtet werden und mit Entschädigungen für den Betreiber enden. Zusätzlich hat der Staat keinen Einfluss auf die Höhe der Maut und kann über Mauterhöhungen nicht entscheiden. Am 28. Juli 2004 übertrug das polnische Verkehrsministerium die Konzession auf die Tochtergesellschaft Stalexport Autostrada Małopolska S.A.
Von 1997 bis 2000 wurden zwei Mautstellen zu Beginn und zum Ende des Abschnittes (offenes System), vier Raststätten sowie eine Autobahnmeisterei errichtet. Die Mautpflicht wurde am 3. April 2000 gestartet. Ab 2003 erfolgte die weitere Modernisierung. Die komplette Fahrbahndecke und 31 Brücken wurden erneuert, 10 Kilometer an Lärmschutzwänden neu gebaut. Ende November 2009 wurde das Ende der 6-jährigen Modernisierung verkündet, die 500 Millionen Złoty kostete und größtenteils über Kredite und Eigenkapital finanziert wurde. 2010 wurde die nächste Modernisierungsetappe gestartet. Bis 2012 wurden die restlichen 22 Brücken erneuert, weitere 800 Meter an Lärmschutzwänden sowie die Mautstelle Brzęczkowice modernisiert und erweitert. Derzeit wird die Mautstelle Balice modernisiert und erweitert. Die Etappe wird etwa 200 Millionen Złoty kosten. In weiteren Etappen sind der Bau von weiteren Raststätten, der Neubau von Grünbrücken, der Umbau der Knoten Mysłowice Morgi, Rudno und Jaworzno Wschód sowie der komplette Austausch der Fahrbahndecke geplant.

### Balice I – Kraków Wieliczka

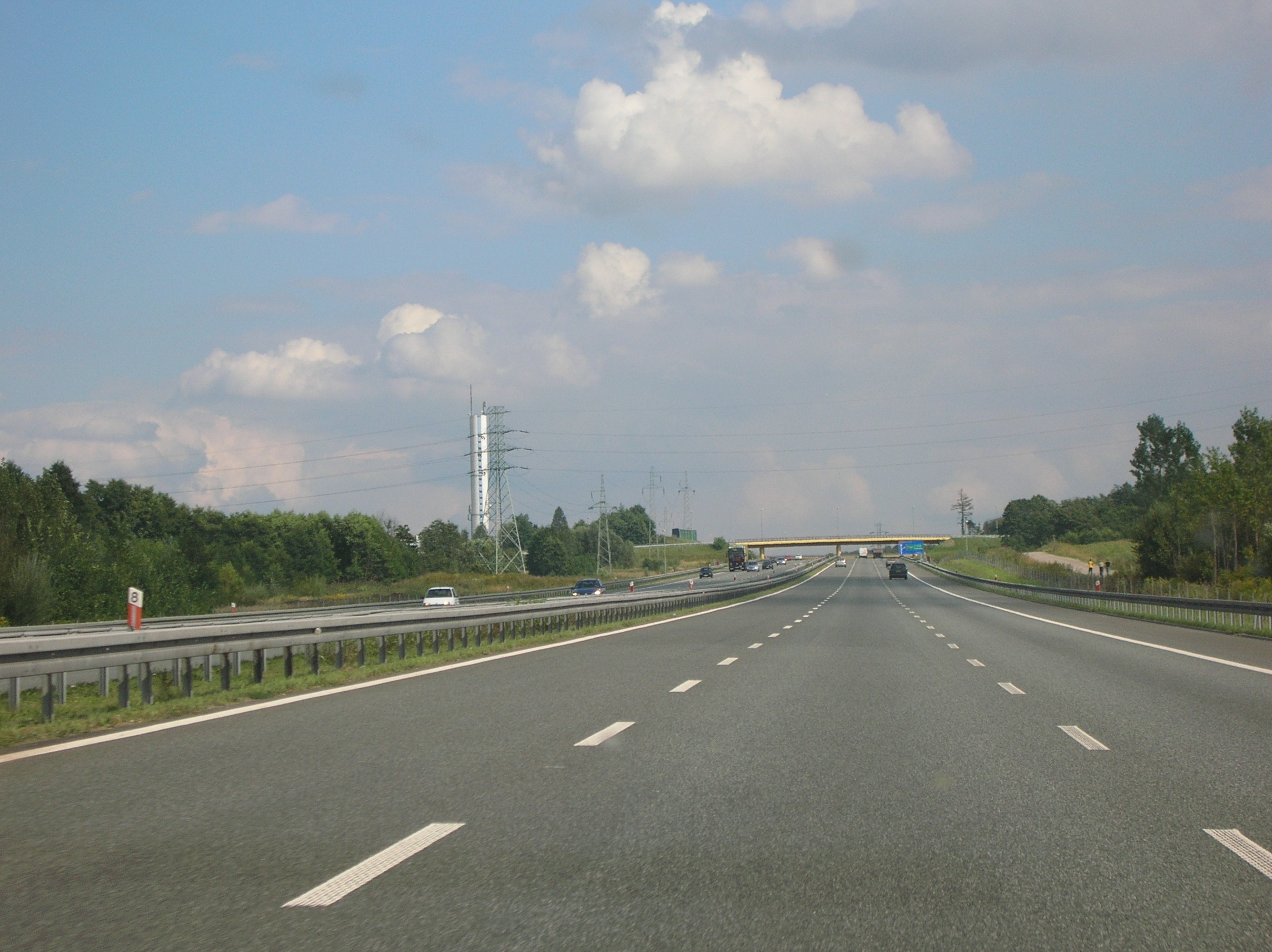
Die sechsstreifige A4 in Krakau.

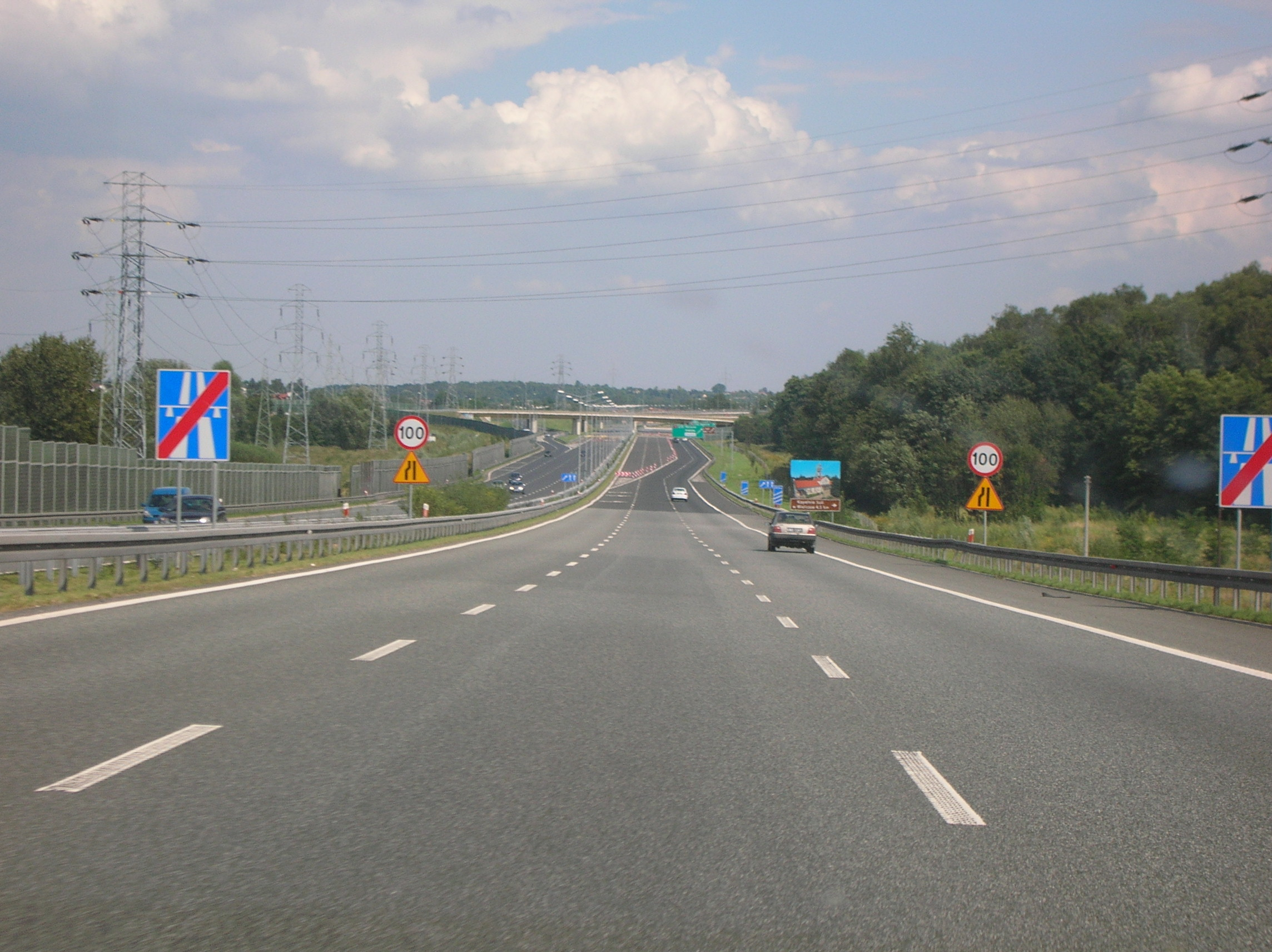
Das vorläufige Ende der A4 in den Jahren 2003–2009 am Knoten Kraków Wieliczka.

Dieser 23,8 Kilometer lange Abschnitt führt vom Knoten Balice I bis zum Knoten Kraków-Wieliczka. Er ist mit drei Fahrstreifen pro Fahrbahn ausgebaut. Als weiträumige Ortsumfahrung Krakóws für den Transitverkehr bleibt er für Pkw mautfrei. Seit dem 1. Juli 2011 ist er für Lkw über das viaTOLL-System mautpflichtig.

#### Neubau des Abschnittes vom Knoten BaliceI bis zum Knoten Kraków Południe
Der Neubau des Abschnittes vom Knoten Balice I bis zum Knoten Kraków Południe erfolgte von 1979 bis 1995 in drei Etappen.
- In der ersten Etappe wurde der Abschnitt zwischen den Knoten Balice I und Kraków Tyniec fertiggestellt (7,4 km). Der Bau erfolgte in den Jahren 1979–1991. Die ersten zwei Kilometer wurden am 8. Dezember 1988 freigegeben, der Rest 1993.
- Die zweite Etappe umfasste den Bau des nächsten Abschnittes vom Knoten Kraków Tyniec bis zum Knoten Kraków Skawina (4 km), der von 1988 bis 1993 erfolgte und 1993 beendet wurde.
- Der nächste Abschnitt zwischen den Knoten Kraków Skawina und Kraków Południe (5,4 km) wurde in der dritten Etappe von 1993 bis 1995 gebaut und am 27. Oktober 1995 fertiggestellt. Um den Abschnitt dem Verkehr übergeben zu können, musste ein zusätzlicher 700 Meter langer, provisorischer Anschluss an die Kąpielowa-Straße hergestellt werden, der das Ende der Autobahn vom 27. Oktober 1995 bis zum 19. Dezember 2002 darstellte. Nach der Eröffnung der letzten Etappe wurde der Anschluss gesperrt und zurückgebaut.

#### Neubau des Abschnittes vom Knoten Kraków Południe bis zum Knoten Kraków Wieliczka
Der Bau dieses 7,0 Kilometer langen Abschnittes wurde in noch zwei weitere Teile unterteilt: vom Knoten Kraków Południe bis zur Brücke über den Bach Malinówka (5,9 km) und von der Brücke über den Bach Malinówka bis zum Knoten Kraków Wieliczka (1,1 km). Die Bauarbeiten der Unternehmen Budimex Dromex S.A. und Przedsiębiorstwa Robót Inżynieryjnych Sp. z o.o. auf dem ersten Teil begannen im März 2000, nachdem die Ausschreibung im Oktober 1999 beendet wurde. Die Fertigstellung erfolgte im Dezember 2002, die Verkehrsübergabe am 19. Dezember. Der zweite Teil wurde von der Baufirma Gdańskie Przedsiębiorstwo Robót Drogowych S.A. gebaut. Die Ausschreibung wurde im April 2000 beendet, der Baubeginn im Oktober 2000 verkündet. Die Fertigstellung war für Mai 2003 geplant. Am 19. Dezember 2002 konnte bereits der Abschnitt mit einem provisorischen Ende der A4 eröffnet werden. Am 3. September 2003 wurde der Knoten Kraków Wieliczka in Betrieb genommen. Die Baukosten der kompletten Etappe betrugen rund 400 Mio. Złoty, wovon ein Großteil über die Staatskasse und einen Kredit der Europäischen Investitionsbank stammte. 2009 wurde der Knoten Kraków Wieliczka um die 9. Verbindungsrampe erweitert, um den Verkehr von Wieliczka nach Tarnów zu ermöglichen. Am 10. Dezember 2009 wurden die Bauarbeiten beendet.

#### Modernisierung des Abschnittes vom Knoten BaliceI bis zum Knoten Kraków Południe
Zwischen 2007 und 2009 wurde der Abschnitt vom Knoten Balice I bis zum Knoten Kraków Południe für 150 Mio. Złoty modernisiert. Dabei wurde die Fahrbahndecke erneuert und verstärkt sowie die Fahrbahnen um einen dritten Fahrstreifen erweitert. Der Knoten Kraków Południe wurde in einer gesonderten Maßnahme von 2010 bis 2011 modernisiert.

### Kraków Wieliczka – Targowisko

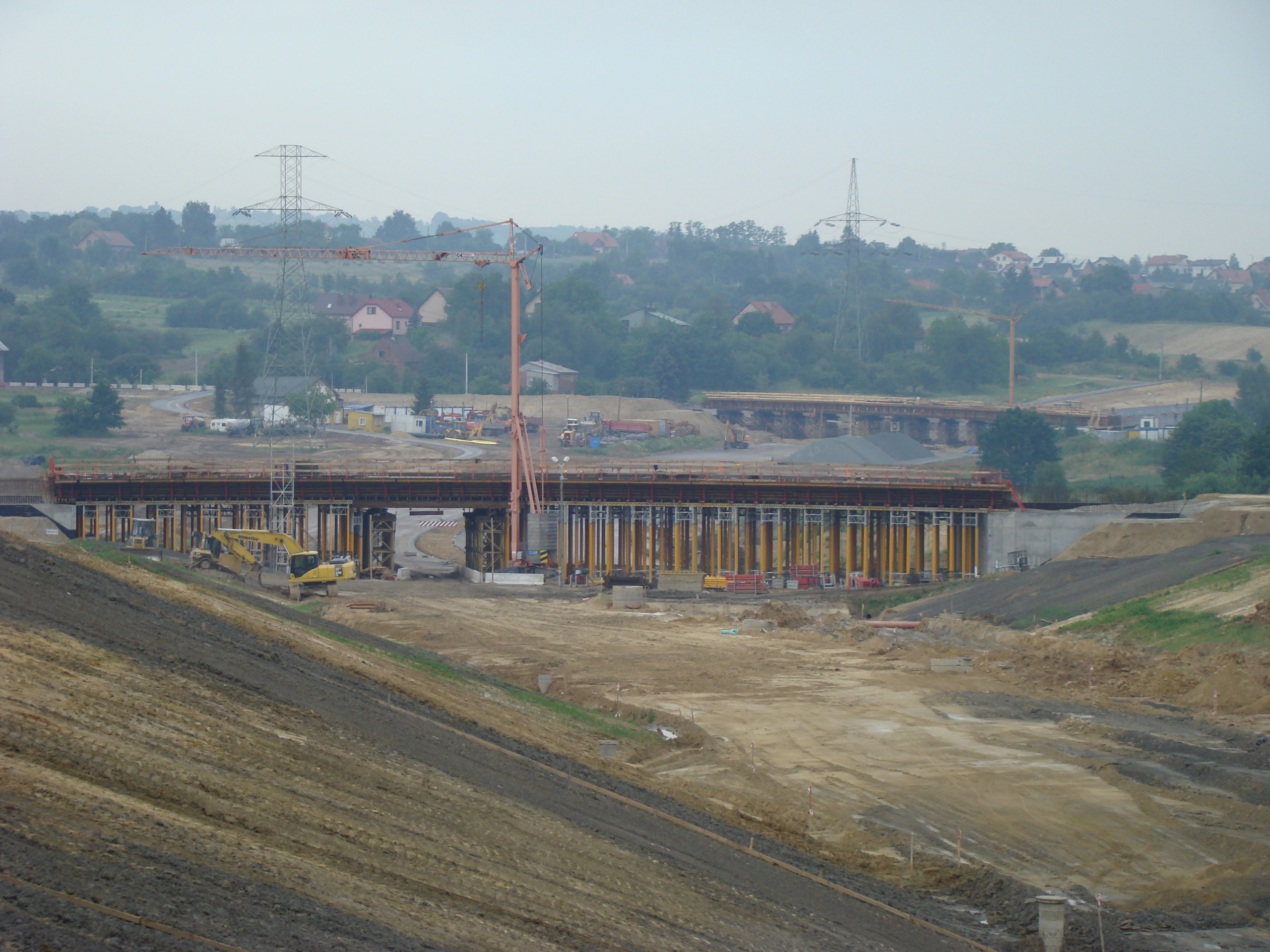
Der Bau der A4 in Krakau im Juni 2008.

Dieser Abschnitt führt vom Knoten Kraków-Wieliczka bis zum Knoten Targowisko (früher Szarów). Der Vertrag für den Bau dieses 19,9 km langen Autobahnabschnittes wurde am 3. April 2007 unterschrieben. Als Baufirmen wurden die Unternehmen Dragados und Polimex-Mostostal engagiert. Es wurde eine Bauzeit von 24 Monaten vereinbart, die am 27. April 2007 offiziell begann. Die Fertigstellung und Verkehrsübergabe war ursprünglich im April 2009 geplant. Jedoch konnte dieser Termin nicht eingehalten werden, sodass sich die Bauarbeiten bis zum 30. September 2009 verlängerten. Die Verkehrsübergabe erfolgte am 28. Oktober 2009. Die Baukosten betrugen rund 839 Millionen Złoty.
Das 3 km lange Teilstück zwischen den Knoten Kraków Wieliczka und Kraków Bieżanów ist mit zwei Fahrbahnen mit jeweils drei Fahrstreifen ausgebaut. Die restliche, 19 km lange Strecke vom Knoten Kraków Bieżanów bis zum Knoten Targowisko ist mit zwei Fahrbahnen mit jeweils zwei Fahrstreifen und eine Möglichkeit des Zubaus für den dritten Fahrstreifen ausgebaut.
Der 12 Kilometer lange Teilstück bis zur Mautstelle Staniątki wird für Pkw mautfrei bleiben. Ab der Mautstelle Staniątki wird der restliche 7 Kilometer lange Teilstück für Pkw in Zukunft mautpflichtig sein. Seit dem 1. Juli 2011 ist der komplette 19 Kilometer lange Abschnitt für Lkw über das viaTOLL-System mautpflichtig.

### Targowisko – Brzesko
Im September 2008 wurde die Lokalisierung dieses Abschnittes der A4 beschlossen.  Dieser Abschnitt führt auf einer Länge von 23,1 Kilometern vom Knoten Targowisko (früher Szarów) bis zum Knoten Brzesko. Der Abschnitt ist mit zwei Fahrstreifen pro Fahrbahn ausgebaut und soll in Zukunft mautpflichtig für alle Fahrzeuge werden.
Die Ausschreibung begann im Januar 2009 und wurde am 22. Dezember 2009 mit der Vertragsunterzeichnung zwischen der GDDKiA und dem ausgewählten Konsortium bestehend aus den Bauunternehmen Polimex-Mostostal S.A. (Polen), Doprastav AS (Slowakei) und Metrostav as (Tschechien) beendet. Die Baukosten betrugen 778 Mio. Złoty. Der offizielle Baubeginn erfolgte am 26. Januar 2010. Es war eine 24 Monate lange Bauzeit geplant, die am 26. Januar 2012 enden sollte. Jedoch kam es aufgrund der Hochwasser in Mitteleuropa 2010 zu Bauverzögerungen, sodass die Fertigstellung auf den September 2012 verschoben werden musste. Auch dieser Termin konnte nicht eingehalten werden. Die Bauarbeiten wurden bis Ende 2012 verlängert. Am 29. November 2012 erfolgte eine verfrühte Verkehrsübergabe des Abschnittes. Auf dem Abschnitt zwischen den Knoten Bochnia und Brzesko wurde nur die nördliche Fahrbahn eröffnet, sodass der Verkehr, der auf Fahrzeuge bis 12 Tonnen beschränkt wurde, auf einem Fahrstreifen pro Richtung mit Geschwindigkeitsbeschränkungen geführt wurde. Die zweite Fahrbahn wurde am 22. Dezember 2012 freigegeben, jedoch wurde die Höchstgeschwindigkeit bis zum Ende aller Bauarbeiten bis zum Dezember 2013 auf 110 km/h beschränkt. Am 5. Oktober 2013 wurde das Verbot für Lastkraftwagen über 12 t aufgehoben.

### Brzesko – Tarnów Zachód
Im September 2008 wurde die Lokalisierung dieses Abschnittes der A4 beschlossen. Dieser Abschnitt führt auf einer Länge von 20,8 Kilometern vom Knoten Brzesko bis zum Knoten Tarnów Zachód und ist mit zwei Fahrstreifen pro Fahrbahn ausgebaut. Die Autobahn soll in Zukunft mautpflichtig für alle Fahrzeuge werden.

#### Erster Vertrag
Die Ausschreibung begann im Januar 2009 und wurde am 5. Februar 2010 mit der Vertragsunterzeichnung zwischen der GDDKiA und dem ausgewählten Konsortium bestehend aus den Bauunternehmen NDI S.A.(Polen) und SB Granit S.A. (Mazedonien) beendet. Die Baukosten betrugen 623 Mio. Złoty. Es war eine 24 Monate lange Bauzeit geplant, die im Februar 2012 enden sollte. Die Auswahl dieses Konsortiums durch die GDDKiA wurde von den anderen interessierten Unternehmen Dragados sowie dem Konsortium um Poldim S.A. beklagt. Die Klagen wurden schließlich abgewiesen.

#### Vertragsauflösung
Am 23. Februar 2011 wurde der geschlossene Vertrag mit dem Konsortium von der GDDKiA vorzeitig aufgelöst. Die Gründe für diese Maßnahme waren seitens der GDDKiA, dass die Bauarbeiten mehrmonatige Verspätungen hätten und nicht beschleunigt würden. So seien bislang nur 17 % aller Bauarbeiten absolviert worden, obwohl die Hälfte der Bauzeit vergangen ist. Der Bau der Brücken sei neun Monate, der Bau der Fahrbahnen sei vier bis fünf Monate verspätet. Zusätzlich wurde dem Konsortium eine zu geringe Anzahl von Personal auf der Baustelle vorgeworfen. Die vom Konsortium zu zahlenden Entschädigungen wurden auf 62,3 Mio. Złoty festgelegt. Ende April 2011 wurde die Baustelle vom Konsortium verlassen.

#### Zweiter Vertrag
Ende Juli 2011 wurde die erneute Ausschreibung gestartet. Der weitere Bau des Abschnittes wurde in Etappen unterteilt und sollte in höchstens 21 Monaten erfolgen. Anfang September wurde ein Konsortium bestehend aus den Unternehmen Heilit+Woerner, Strabag, Poldim S.A. und Przedsiębiorstwo Inżynieryjne IMB ausgewählt. Am 27. September 2011 erfolgte die Vertragsunterzeichnung zwischen diesem Konsortium und der GDDKiA. Die Baukosten wurden auf 642 Mio. Złoty festgelegt. Anfang April 2012 stellte die Baufirma Poldim S.A. aufgrund finanzieller Probleme einen Insolvenzantrag, sodass der von dieser Baufirma ausgeführte Teil der Bauarbeiten von Strabag übernommen werden musste.
Am 29. November 2012 erfolgte eine verfrühte Befahrbarkeit des Abschnittes. Es wurde nur die nördliche Fahrbahn eröffnet, sodass der Verkehr, der auf Fahrzeuge bis 12 Tonnen beschränkt ist, auf einem Fahrstreifen pro Richtung mit Geschwindigkeitsbeschränkungen auf 90 km/h geführt wurde, da der Abschnitt nicht als Autobahn gekennzeichnet wurde. Die Verkehrsübergabe der zweiten Fahrbahn erfolgte am 15. Mai 2013, jedoch wurde die Höchstgeschwindigkeit bis zum Ende aller Bauarbeiten im August 2013 auf 110 km/h beschränkt. Während der halbjährigen, zweistreifigen Verkehrsführung kam es zu insgesamt 31 Kollisionen und vier schweren Unfällen mit 12 verletzten Personen. Am 5. Oktober 2013 wurde das Verbot für Lastkraftwagen über 12 t aufgehoben.

### Tarnów Zachód – Tarnów Północ
Im September 2008 wurde die Lokalisierung dieses Abschnittes der A4 beschlossen. Dieser Abschnitt führt auf einer Länge von 12,9 Kilometern vom Knoten Tarnów Zachód bis zum Knoten Tarnów Północ und stellt somit eine Ortsumfahrung Tarnóws dar. Der Abschnitt ist mit zwei Fahrstreifen pro Fahrbahn ausgebaut und soll in Zukunft mautpflichtig für alle Fahrzeuge werden.
Die Ausschreibung begann im Januar 2009 und wurde am 4. Januar 2010 mit der Vertragsunterzeichnung zwischen der GDDKiA und dem ausgewählten Bauunternehmen Dragados beendet. Die Baukosten betrugen 542 Mio. Złoty. Es war eine 24 Monate lange Bauzeit geplant, die im Februar 2012 enden sollte. Jedoch kam es aufgrund der Hochwasser in Mitteleuropa 2010 zu Bauverzögerungen, sodass die Fertigstellung auf den August 2012 verschoben werden musste. Auch dieser Termin konnte nicht eingehalten werden. Die Bauarbeiten wurden bis Ende 2012 verlängert. Bis Oktober konnten alle Bauarbeiten beendet werden, jedoch wurde mit der Verkehrsübergabe auf eine gemeinsame Eröffnung mit den zwei vorherigen Abschnitte gewartet. Am 29. November 2012 wurde dieser Abschnitt dem Verkehr, der auf Fahrzeuge bis 12 Tonnen beschränkt wurde, übergeben. Am 5. Oktober 2013 wurde das Verbot für Lastkraftwagen über 12 t aufgehoben.

### Tarnów Północ – Dębica Wschód
Dieser 34,8 Kilometer lange Abschnitt führt vom Knoten Tarnów Północ bis zum Knoten Dębica Wschód und wird mit zwei Fahrstreifen pro Fahrbahn mit der Möglichkeit des Zubaus des dritten Fahrstreifens ausgebaut sein. In Zukunft soll dieser Abschnitt mautpflichtig für alle Fahrzeuge werden.

#### Erster Vertrag
Die Ausschreibung begann im Juni 2009 und wurde mit der Vertragsunterzeichnung mit dem Konsortium bestehend aus den polnischen Unternehmen Hydrobudowa Polska S.A., PBG S.A., Aprivia S.A. sowie der irischen Baufirma SIAC Construction Ltd. am 7. Juli 2010 beendet. Aufgrund des Verzichts der NDI S.A., die das günstigste Angebot bot, musste das zweite Angebot geprüft und ausgewählt werden. Deshalb dauerte die Ausschreibung über ein Jahr. Die Baukosten wurden auf 1,75 Mrd. Złoty festgelegt, die Bauzeit sollte 24 Monate dauern. Die Fertigstellung war für den August 2012 geplant.

#### Vertragsauflösung
Am 25. Juli 2012 kam es zum Vertragsbruch seitens der GDDKiA. Der Grund dafür war, dass die polnischen Unternehmen PBG S.A., Hydrobudowa S.A. und Aprivia S.A. Anfang Juni 2012 Insolvenzanträge stellten und somit die Bauarbeiten stillgelegt wurden. Zusätzlich wurden bis Ende Juli 2012 nur 48 % aller Bauarbeiten erledigt, obwohl schon 95 % der Bauzeit vergangen war. Das Konsortium forderte rechtswidrig eine Erhöhung der festgelegten Baukosten um 200 Mio. Złoty. Die vom Konsortium zu zahlenden Entschädigungen wurden auf 43,7 Mio. Złoty festgelegt. Die irische Baufirma SIAC Construction Ltd. legte Klagen ein, da ihrer Meinung zuerst der Vertragsbruch durch das Konsortium eingereicht wurde und nicht seitens der GDDKiA erfolgte. Die Klagen wurden schließlich Ende November 2012 abgewiesen.

#### Zweiter Vertrag
Die zweite Ausschreibung wurde Ende November 2012 gestartet. Die Angebote wurden am 15. Februar 2013 geöffnet. Das günstigste Angebot lieferte ein Konsortium bestehend aus den Bauunternehmen Heilit+Woerner Budowlana Sp. z o.o. als Leader und Budimex S.A. als Partner mit Baukosten von 981 Mio. Złoty. Nach Prüfung der Angebote erfolgte die Vertragsunterzeichnung am 7. Mai 2013. Die Bauzeit wurde auf 18 Monate festgelegt. Somit sollte die Fertigstellung im November 2014 erfolgen. Nach bereits sechs Monaten Bauzeit erfolgte am 30. Oktober 2013 die Eröffnung des Knotens Dębica Wschód, der die Verkehrsübergabe des nächsten, bereits fertiggestellten Abschnittes ermöglichte. Ein Jahr darauf wurde der gesamte Abschnitt am 30. Oktober 2014 feierlich dem Verkehr übergeben.

### Dębica Wschód – Rzeszów Zachód
Dieser 32,7 Kilometer lange Abschnitt führt vom Knoten Dębica Wschód bis zum Knoten Rzeszów Zachód und ist mit zwei Fahrstreifen pro Fahrbahn mit der Möglichkeit des Zubaus des dritten Fahrstreifens ausgebaut. In Zukunft soll dieser Abschnitt mautpflichtig für alle Fahrzeuge werden.
Die Ausschreibung begann im Juni 2009 und wurde mit der Vertragsunterzeichnung mit dem Bauunternehmen Budimex S.A. am 10. Mai 2010 beendet. Die Baukosten wurden auf 1,73 Mio. Złoty festgelegt. Die Bauphase sollte 24 Monate umfassen. Der offizielle Baubeginn erfolgte am 9. Juni. Bis Juni 2012 war die Fertigstellung vereinbart worden. Jedoch konnte dieser Termin nicht eingehalten werden. Zuerst wurden die Bauarbeiten bis Oktober 2012 verlängert, schließlich bis Ende 2012. Aufgrund der Tatsache, dass dieser Bau nur einen Knoten umfasste und sowohl der Anfangs- als auch der Endpunkt in den beiden anderen Abschnitt gebaut werden, musste mit der Verkehrsübergabe bis zur Fertigstellung dieser in den benachbarten Abschnitten gewartet werden. Der Abschnitt wurde nach der Fertigstellung des Knotens Dębica Wschód und des folgenden Abschnittes am 30. Oktober 2013 eröffnet.

### Rzeszów Zachód – Rzeszów Północ
Dieser 4,0 Kilometer langer Abschnitt vom Knoten Rzeszów Zachód bis zum Knoten Rzeszów Północ stellt einen Teil der Autobahnumfahrung Rzeszóws dar und soll deshalb mautfrei für Pkw bleiben. Der Abschnitt ist mit zwei Fahrstreifen mit der Möglichkeit des Zubaus des dritten Fahrstreifens pro Fahrbahn ausgebaut.

#### Erster Vertrag
Die erste Ausschreibung umfasste den Bau dieses 4 Kilometer langen Abschnittes sowie des 4,4 Kilometer langen Abschnittes der Schnellstraße S19 vom Knoten Rzeszów Zachód bis zum Knoten Rzeszów-Świlcza. Sie begann im Mai 2009 und endete mit der Vertragsunterzeichnung mit dem Konsortium bestehend aus den polnischen Unternehmen Radko Sp. z o.o., Autostrada Wschodnia Sp. z o.o. sowie dem indischen Unternehmen Punj Lloyd Ltd. am 22. April 2010. Die Baukosten wurde mit 442 Mio. Złoty angeboten, davon entfielen 234 Mio. Złoty auf den Abschnitt der A4 sowie 207 Mio. Złoty auf den Abschnitt der S19. Die Bauzeit sollte 18 Monate umfassen. Der offizielle Baubeginn erfolgte im Mai, die Fertigstellung war im November 2011 geplant. Jedoch konnte dieser Termin nicht eingehalten werden, die Bauarbeiten wurden schließlich bis zum 16. Februar 2012 verlängert.

#### Vertragsauflösung
Am 8. Juni 2012 kam es zum Vertragsbruch seitens der GDDKiA. Der Grund dafür war, dass es zu großen Verspätungen gekommen ist. Bis Ende Mai 2012 wurden nur 49 % aller Bauarbeiten erledigt, obwohl schon seit 23 Monaten Bauarbeiten ausgeführt wurden. Die vom Konsortium für beide Abschnitte zu zahlenden Entschädigungen wurden auf 22 Mio. Złoty festgelegt.

#### Zweiter Vertrag
Die zweite Ausschreibung wurde im Juli 2012 gestartet und umfasste nur den Abschnitt der A4. Das günstigste Angebot lieferte das Bauunternehmen Budimex S.A. mit Baukosten von 183 Mio. Złoty. Die Vertragsunterzeichnung mit der GDDKiA erfolgte am 1. Februar 2013. Es wurde eine 14 Monate lange Bauzeit vereinbart. Die Fertigstellung des Abschnittes erfolgte bis Ende April 2014. Bereits nach 9 Monaten konnten die Fahrbahnen fertiggestellt und am 30. Oktober 2013 eröffnet werden.

### Rzeszów Północ – Rzeszów Wschód
Dieser 6,9 Kilometer langer Abschnitt vom Knoten Rzeszów Północ bis zum Knoten Rzeszów Wschód stellt einen Teil der Autobahnumfahrung Rzeszóws dar und soll deshalb mautfrei für Pkw bleiben. Der Abschnitt ist mit zwei Fahrstreifen mit der Möglichkeit des Zubaus des dritten Fahrstreifens pro Fahrbahn ausgebaut.
Die Ausschreibung zum Bau wurde im März 2009 gestartet und am 10. Dezember 2009 mit der Auswahl des Konsortiums bestehend aus den Bauunternehmen Mostostal Warszawa S.A. und Acciona S.A. für beendet erklärt. Anschließend wurde die Auswahl dieses Angebots durch die GDDKiA vom Amt für öffentliche Aufträge kontrolliert. Am 29. Dezember 2009 wurde die Baugenehmigung durch den Woiwoden Karpatenvorlands erteilt. Im Februar 2010 wurde die Kontrolle beendet, sodass der Bauvertrag mit dem ausgewählten Konsortium am 26. Februar unterzeichnet werden konnte. Die Baukosten wurden auf 439 Mio. Złoty, die Bauzeit auf 18 Monate festgelegt. Der offizielle Baubeginn erfolgte 29. März 2010. Die Fertigstellung war im September 2011 geplant, konnte jedoch nicht erreicht werden. Die Bauarbeiten wurden bis zum Juni 2012 verlängert. Anfang Juli wurden alle Bauarbeiten beendet. Die Verkehrsübergabe erfolgte schließlich am 10. September 2012.

### Rzeszów Wschód – Jarosław Zachód
Dieser 41,2 Kilometer lange Abschnitt führt vom Knoten Rzeszów Wschód bis zum Knoten Jarosław Zachód und wird mit zwei Fahrstreifen pro Fahrbahn mit der Möglichkeit des Zubaus des dritten Fahrstreifens ausgebaut sein. In Zukunft soll dieser Abschnitt mautpflichtig für alle Fahrzeuge werden.

#### Erster Vertrag
Die Ausschreibung begann im November 2009 und wurde mit der Vertragsunterzeichnung mit dem Bauunternehmen Polimex-Mostostal S.A. und Doprastav a.s. (Slowakei) am 23. September 2010 beendet. Die Baukosten wurden auf 2,195 Mio. Złoty festgelegt. Die Bauphase sollte 21 Monate umfassen. Bis Juli 2012 war die Fertigstellung vereinbart worden. Jedoch konnte dieser Termin nicht eingehalten werden. Zuerst wurden die Bauarbeiten bis Ende 2012 verlängert, danach August 2014, schließlich bis Ende 2014. Bis Ende 2012 konnte die Hälfte aller Bauarbeiten erledigt werden. Am 20. Dezember 2013 wurde der Knoten Jarosław Zachód eröffnet.

#### Vertragsauflösung
Am 14. Januar 2014 erfolgte die Vertragskündigung zwischen den Bauunternehmen und der GDDKiA, nachdem die GDDKiA dem Konsortium eine Frist bis zum 6. Februar 2014 zur Offenlegung der nötigen finanziellen Garantien und Mittel für die Fertigstellung der Bauarbeiten bis Ende 2014 gesetzt hatte. Bis Ende 2013 wurde 69 % aller Bauarbeiten fertiggestellt. Seitens der Baufirma Polimex-Mostostal wurde der GDDKiA die Versäumnis, innerhalb der vorgeschriebenen Frist die rechtmäßige Zahlungssicherheit für Bauarbeiten zu unterbreiten, die Verletzung wesentlicher Vertragsbestimmungen, die in Ablehnung berechtigter Ansprüche von Konsortien besteht, sowie eine Verzögerung bei der Auszahlung von Arbeitsentgelt, vorgeworfen. Somit habe das Unternehmen ein Recht auf Ansprüche an Schadenersatz in Höhe von 475 Mio. Złoty für die gekündigten Bauverträge sowohl auf der A4 als auch auf der A1 (Łódź Północ–Tuszyn) und auf der S1 (Bielsko-Biała–Żywiec). Die GDDKiA lehnte die Zahlung ab. Vor Gericht wurde Ende Mai 2017 der Start von Verhandlungen hinsichtlich einer möglichen Einigung verkündet. Der Gesamtstreitwert beträgt seitens des Konsortiums 507,5 Mio. Złoty und seitens der GDDKiA 503,9 Mio. Złoty.

#### Zweiter Vertrag
Eine erneute Ausschreibung begann am 14. Februar 2014. Die Angebote wurden am 6. Juni 2014 geöffnet. Das günstigste Angebot lieferte ein Konsortium bestehend aus den Bauunternehmen Budimex S.A. und Strabag Sp. z o.o. mit Baukosten von 770 Mio. Złoty. Nach Prüfung der Angebote erfolgte die Vertragsunterzeichnung am 16. September 2014. Innerhalb von 14 Monaten sollten die Bauarbeiten fertiggestellt und danach der Abschnitt dem Verkehr übergeben werden. Im Januar 2016 wurden die Baukosten um 215 Mio. Złoty auf 985 Mio. Złoty erhöht und die Fertigstellung bis August 2016 verschoben. Der Grund hierfür lag in der Durchführung notwendiger Reparaturarbeiten bei einigen Brückenbauwerken, die vom vorherigen Konsortium entgegen den Planungsunterlagen gebaut wurden und Schäden aufwiesen.

### Jarosław Zachód – Przemyśl

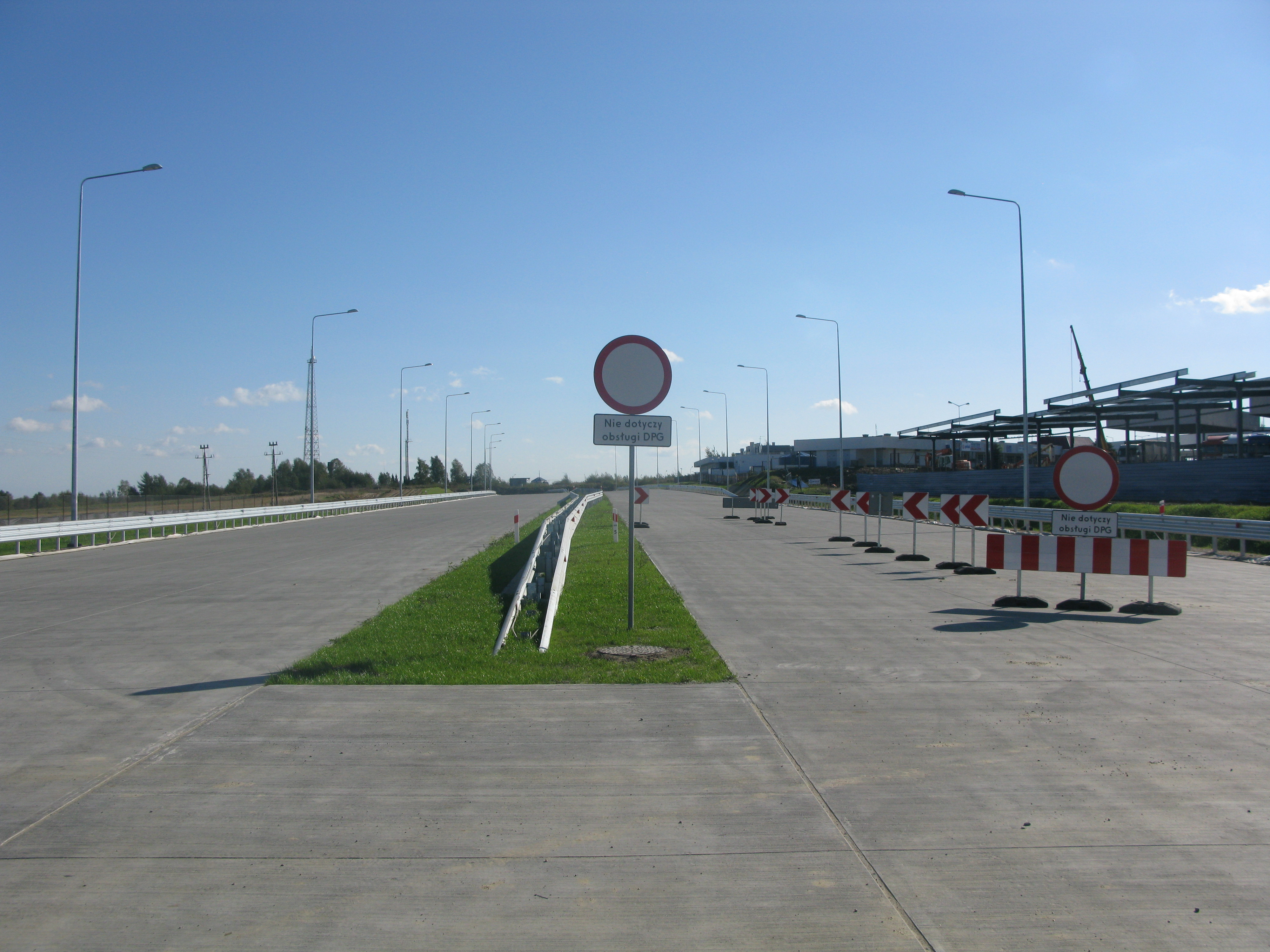
Das Ende der A4 an der ukrainischen Grenze neben der polnischen Grenzübergangsstelle (10/2012).

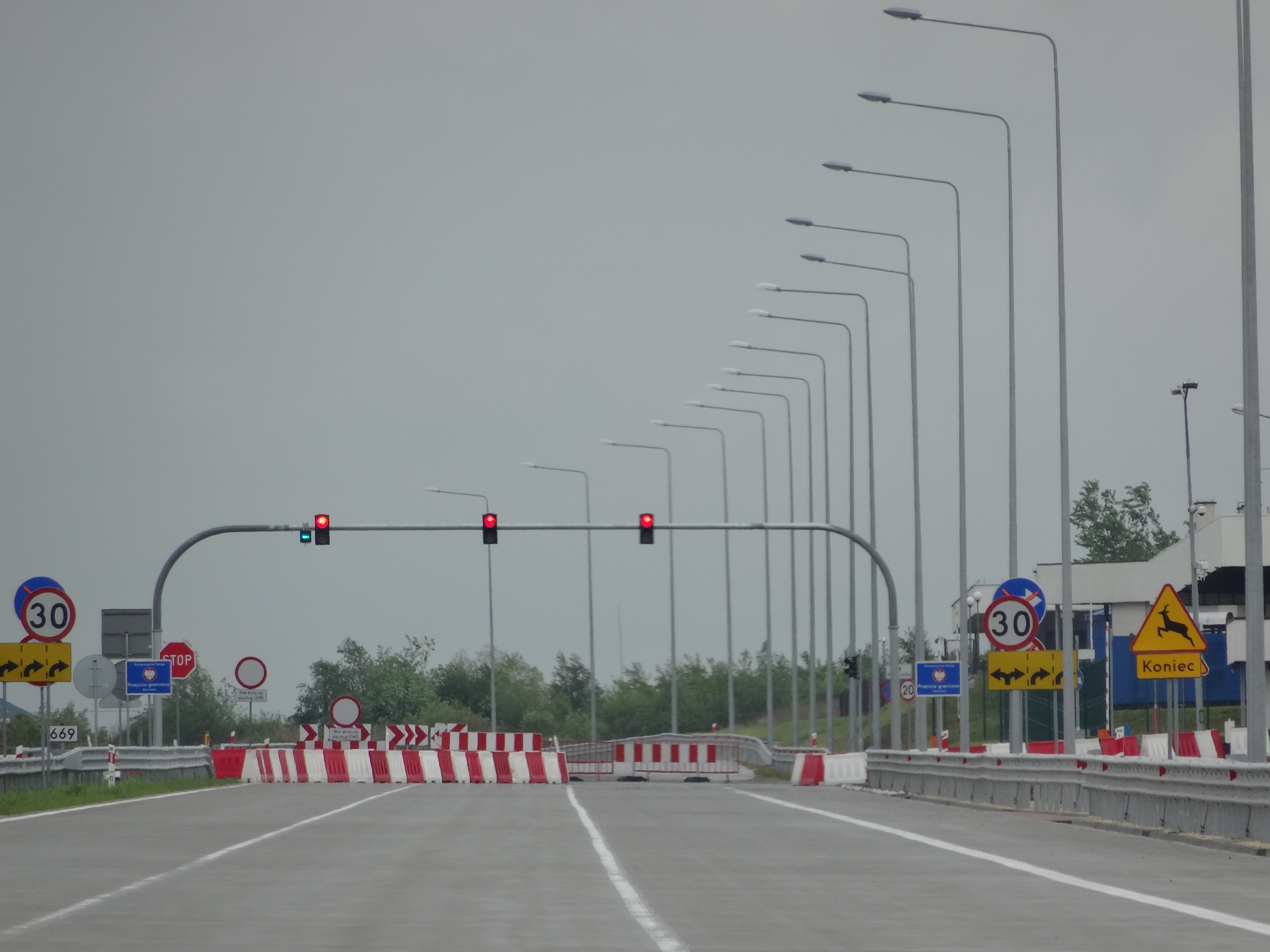
Die A4 an der polnisch-ukrainischen Grenze im Jahr 2014.

Dieser 24,5 Kilometer lange Abschnitt führt vom Knoten Jarosław Zachód bis zum Knoten Przemyśl und ist mit zwei Fahrstreifen pro Fahrbahn mit der Möglichkeit des Zubaus des dritten Fahrstreifens ausgebaut. In Zukunft soll dieser Abschnitt mautpflichtig für alle Fahrzeuge werden.
Die Ausschreibung für die Planung und den Bau dieses Abschnitts begann im März 2009 und wurde mit der Vertragsunterzeichnung mit dem Konsortium bestehend aus den Bauunternehmen Budimex S.A. und Ferrovial Agroman S.A. (Spanien) am 29. Oktober 2009 beendet. Die Investitionskosten wurden auf 969 Mio. Złoty festgelegt. Der offizielle Baubeginn sollte nach dem Ende der Planungsphase und der Erteilung der Baugenehmigung erfolgen. Bis April 2012 war die Fertigstellung vereinbart worden. Der Abschnitt wurde nochmal in Etappen unterteilt: Knoten Jarosław Zachód – Knoten Jarosław Wschód (8,7 km) und Knoten Jarosław Wschód – Knoten Radymno (15,8 km). Der Woiwode Karpatenvorlands erteilte die Baugenehmigung für die erste Etappe am 13. August 2010, sodass die Bauarbeiten offiziell am 18. August begannen. Für die zweite Etappe wurde die Baugenehmigung am 24. September erteilt, sodass die Bauarbeiten hier 8. Oktober begannen. Die geplante Fertigstellung im April 2012 konnte nicht eingehalten werden. Zuerst wurden die Bauarbeiten bis Oktober 2012 verlängert, schließlich bis Ende 2013. Die Verkehrsübergabe der zweiten Etappe erfolgte am 27. Mai 2013. Die erste Etappe konnte nur mit der Fertigstellung des Knotens Jarosław Zachód, der Teil des vorherigen Abschnittes ist, eröffnet werden. Die Eröffnung erfolgte am 20. Dezember 2013.

### Przemyśl – Korczowa
Dieser 22,6 Kilometer lange Abschnitt führt vom Knoten Przemyśl bis zum Grenzübergang mit der Ukraine bei Korczowa und ist mit zwei Fahrstreifen pro Fahrbahn mit der Möglichkeit des Zubaus des dritten Fahrstreifens ausgebaut. In Zukunft soll dieser Abschnitt mautpflichtig für alle Fahrzeuge werden.
Die Ausschreibung begann im März 2009 und endete mit der Vertragsunterzeichnung mit dem griechischen Bauunternehmen J&P Avax am 4. November 2009. Die Investitionskosten wurden auf 818 Mio. Złoty festgelegt. Der offizielle Baubeginn sollte nach dem Ende der Planungsphase und der Erteilung der Baugenehmigung erfolgen. Bis April 2012 war die Fertigstellung vereinbart worden. Der Abschnitt wurde nochmal in Etappen unterteilt: Knoten Przemyśl – Knoten Korczowa (ca. 17 km) und Knoten Korczowa – Grenzübergang PL/UA (ca. 5 km). Der Woiwode Karpatenvorlands erteilte die Baugenehmigung für die erste Etappe am 13. Dezember 2010, sodass die Bauarbeiten offiziell im Dezember 2010 begannen. Für die zweite Etappe wurde die Baugenehmigung am 31. Januar 2011 erteilt, sodass die Bauarbeiten hier erst im Februar 2011 beginnen konnten. Die geplante Fertigstellung im April 2012 konnte nicht eingehalten werden. Zuerst wurden die Bauarbeiten bis Ende 2012, danach bis August 2013 und schließlich bis Dezember 2013 verlängert. Am 23. Dezember 2013 wurde der Abschnitt für den Verkehr freigegeben. Die restlichen Bauarbeiten außerhalb der Fahrbahnen, u. a. die Fertigstellung des Knotens Korczowa, sollen im Jahr 2014 abgeschlossen werden. Der Knoten wurde am 18. Juni 2014 eröffnet.